# Martin Chuzzlewit
The Life and Adventures of Martin Chuzzlewit
Vous lisez un « article de qualité » labellisé en 2011.  Il fait partie d'un « thème de qualité ».
Martin Chuzzlewit ou Vie et aventures de Martin Chuzzlewit (titre original en anglais : The Life and Adventures of Martin Chuzzlewit) est un roman de Charles Dickens, le dernier de sa série dite « picaresque »,, paru en 1844.
Dickens le considère comme son meilleur roman ; pourtant, le livre, bien qu’offrant de multiples rebondissements, ne connaît pas la grande faveur du public comme ses précédents ouvrages ; aussi, pour relancer les ventes mensuelles, est-il conduit à en modifier l’intrigue de façon spectaculaire. Pour cela, il expédie son jeune protagoniste, Martin Chuzzlewit, en Amérique, pays qu’il connaît pour l’avoir visité l’année précédente, séjour ayant d’ailleurs conduit à la publication de ses Notes américaines (American Notes) en 1842.
Cet épisode offre à sa verve satirique une nouvelle cible de choix, et Dickens brosse de ce pays une image de contrée perdue et malsaine où seuls surnagent quelques agrégats de grossière civilisation, îlots inhospitaliers que hantent des cohortes de camelots et charlatans de tout poil aussi roublards qu’imaginatifs. Cette description, que Kenneth Hayens juge superficielle et caricaturale, soulève outre-Atlantique un tollé que Dickens a bien du mal à contenir, et Kenneth Hayens avance l’idée que, malgré la vision sommaire qui en est donnée, le roman a contribué, tout autant qu’American Notes, à associer le nom de Dickens aux États-Unis.
Selon la préface de l’auteur, le thème principal de Martin Chuzzlewit est l’égoïsme, diffus parmi tous les membres de la famille Chuzzlewit et traité sur le mode satirique. Le roman présente deux « méchants » (villains), Seth Pecksniff et Jonas Chuzzlewit, qui comptent parmi les plus célèbres de Dickens, passés, comme les Fagin et Bill Sikes (Oliver Twist), Compeyson (Great Expectations) et autres, à la légende. Cependant, au-delà de la leçon moralisante, John Bowen souligne que « le roman est l’un des plus drôles de la langue, suscitant le rire et l’affection depuis sa première parution ».
Le livre est dédié à la baronne Angela Georgina Burdett-Coutts (1814-1906), philanthrope, connue entre autres pour être l’héritière la plus riche d’Angleterre, amie de l’auteur avec qui elle a monté le projet de Urania Cottage destiné aux femmes dites « perdues ».

## Publication initiale

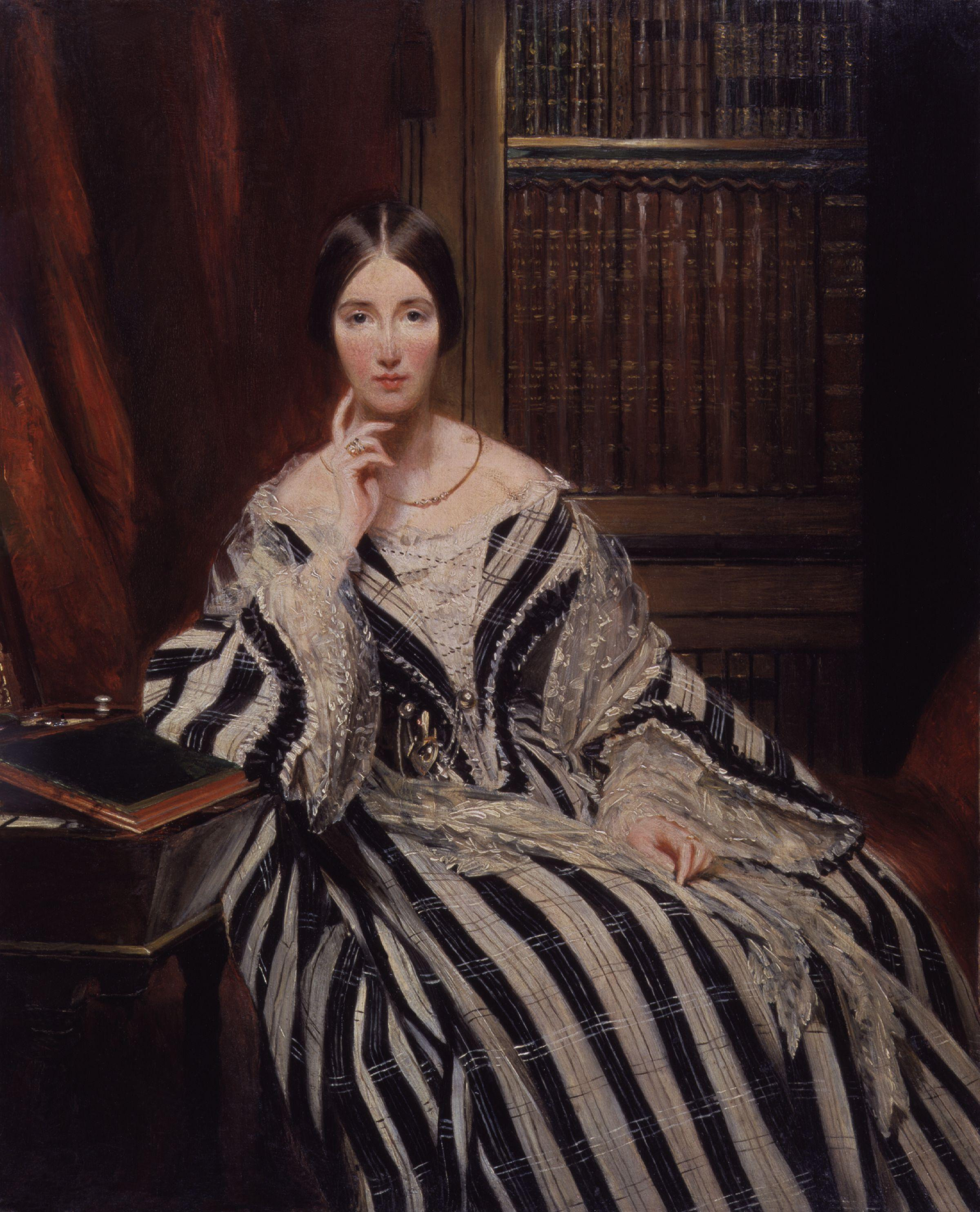
Lady Burdett-Coutts (1840), à qui est dédié le roman.

Les cinquante-quatre chapitres ont été d'abord publiés de janvier 1843 à juillet 1844 dans le Blackwood's Edinburgh Magazine, en dix-neuf livraisons mensuelles de trente-deux pages chacune, comprenant deux illustrations de Hablôt K. Browne, dit Phiz, et vendues un shilling.

### Calendrier des parutions
- 1re livraison (janvier 1843) : chap. I à III
- 2e livraison (février 1843) : chap. IV-V
- 3e livraison (mars 1843) : chap. VI-VIII
- 4e livraison (avril 1843) : chap. IX-X
- 5e livraison (mai 1843) : chap. XI-XII
- 67e livraison (juin 1843) : chap. XIII à XV
- 7e livraison (juillet 1843) : chap. XVI-XVII
- 8e livraison (août 1843) : chap. XVIII à XX
- 9e livraison (septembre 1843) : chap. XXI à XXIII
- 10e livraison (octobre 1843) : chap. XXIV à XXVI
- 11e livraison (novembre 1843) : chap. XXVII à XXIX
- 12e livraison (décembre 1843) : chap. XXX à XXXII
- 13e livraison (janvier 1844) : chap. XXXIII à XXXV
- 14e livraison (février 1844) : chap. XXXVI à XXXVIII
- 15e livraison (mars 1844) : chap. XXXIX à XLI
- 16e livraison (avril 1844) : chap. XLII à XLIV
- 17e livraison (mai 1844) : chap. XLV à XLVII
- 18e livraison (juin 1844) : chap. XLVIII à L
- 19e livraison (juillet 1844) : chap. LI à LIV

Les premiers numéros ne se vendent qu'à environ 20 000 exemplaires, le maximum n'ayant jamais dépassé les 23 000, maigre résultat comparé aux 60 000 de Barnaby Rudge, par exemple. S'ensuit une brouille entre Dickens et son éditeur, Chapman & Hall. Ce dernier invoque une clause contractuelle contraignant l'auteur à rembourser l'avance destinée à couvrir les frais d'impression et de diffusion. D'où la brusque décision de transporter le jeune Martin Chuzzlewit en Amérique pour redresser la barre.
Ce virage de l'intrigue se situe au chapitre XV, le débarquement à New York ayant lieu au chapitre XVI. Puis, l'aventure américaine, interrompue dans la narration par deux chapitres focalisés sur deux des personnages principaux, M. Anthony Chuzzlewit et sa maisonnée, et « ce bon Mr Jonas [Chuzzlewit] » (« good Mr Jonas »), puis un troisième dévolu à l'amour (« a chapter of love »), se poursuit sur cinq autres avant d'être à nouveau supplantée par les affaires de l'Angleterre. Elle se termine cinq chapitres plus loin, lorsque le lecteur est informé (au chapitre XXXV) que les voyageurs sont en route pour la mère patrie et arrivent à bon port. En tout, cette aventure a occupé neuf chapitres, soit 1/6e de l'ensemble.
Restent dix-neuf chapitres pour atteindre le nœud de l'intrigue et sa résolution, commencée au chapitre LII dont le titre annonce que « les tables sont complètement retournées » (« the tables are turned, completely upside down »), puis délayée dans un interlude de révélations subalternes (chapitre LIII), avant que ne se close le roman sur un dernier ensemble où l'auteur, dans une démarche complice, confie au lecteur ses difficultés à conclure (chapitre LIV, qui « donne à l'auteur bien du souci. Car c'est le dernier du livre » (« Gives the Author great concern. For it is the last in the book »]), ce que ce lecteur, désormais rompu aux bizarreries de l'histoire, ne peut qu'approuver et admirer tout à la fois.

### La réception critique
Le roman n'ayant pas été un grand succès commercial, même s'il obtient un certain retour en grâce à la suite de l'épisode américain, l'éditeur Chapman & Hall s'impatiente à nouveau. Dickens entreprend alors assez précipitamment A Christmas Carol (Un chant de Noël) ; commencé en effet en octobre 1843, il sort des presses le 17 décembre, soit presque une année avant les trois volumes de Martin Chuzzlewit publiés en 1844 dans la foulée du Blackwood's Magazine.
À sa parution, cependant, un critique anonyme note avec jubilation qu'« il est de bon ton de critiquer Dickens en ce moment ». D'autres commentateurs, dont George Gissing considèrent le nouveau roman comme une avancée majeure de l'art de Dickens, le vagabondage épisodique du récit se ramassant en une structure cohérente nouée par un dessein moral, et déployant, comme l'écrit John Forster, « une pénétration très imaginative au cœur des vices de l'époque ». Henry James le trouve trop épars, vice inhérent, selon lui, au roman victorien, opinion que partage encore Kenneth Hayens en 1950. En revanche, la critique plus récente, par exemple celle de John Bowen, compte Martin Chuzzlewit parmi les romans les plus réussis de Dickens.
Dans son introduction à l'édition Collins, Kenneth Hayens souligne ce qu'il considère comme les deux grandes faiblesses de cette intrigue. Tout d'abord, l'interpolation des scènes dites « américaines » relève, selon lui, du pur procédé ; ajout artificiel, dicté par les contingences du marché, elles restent « superficielles et caricaturales », « d'une évidence navrante » (« obvious and bad »). De plus, elles compliquent l'histoire dont la construction souffre du constant ballottement d'un groupe de personnages à un autre. Dickens, pense-t-il, ne cherche manifestement pas à équilibrer les différentes parties et le récit se ressent des constants changements de plan. Quant à Henry James, que cite Philip V. Allingham, il y voit lui aussi un exemple typique de ce qu'il appelle « ce monstre mal ficelé et mal fagoté » (« the loose, baggy monster ») qu'est le roman victorien.
Ce jugement mérite d'être nuancé : s'il est vrai que les romans victoriens présentent souvent une intrigue foisonnante, nombre d'entre eux, et beaucoup de ceux de Dickens en particulier, se déroulent harmonieusement, ne serait-ce que parce que les fils finissent par se rejoindre et les personnages se relier, même au prix de retournements spectaculaires et de retrouvailles heureuses. Martin Chuzzlewit, il est vrai, figure parmi les exceptions, de façon, qui plus est, assez outrée. Pour autant, comme le souligne Philip V. Allingham, ce vagabondage de l'intrigue ouvre une voie royale pour la verve satirique et humoristique à l'encontre de groupes humains et d'individus très variés et géographiquement épars : évidemment l'Angleterre et l'Amérique, mais aussi la ville et la campagne, éventail que n'offrent pas forcément les romans exclusivement urbains, en particulier londoniens. John Bowen trouve lui aussi que cette intrigue est une bénédiction : « magnifiquement compliquée et branlante, à peine centrée sur la lutte pour l'héritage du vieux Martin, aux rebondissements de chantage et de fraude, de compromission, de suicide et de meurtre, […] », elle permet « la plus sauvage et la plus drôle des satires [de Dickens] ».
En France, depuis la Deuxième Guerre mondiale, à la différence d'Oliver Twist, Les Grandes Espérances, Bleak House, Dombey and Son ou Our Mutual Friend, Martin Chuzzlewit n'a pas eu la faveur des jurys du CAPES ou de l'agrégation d'anglais. Quels que soient, en effet, ses mérites, il n'est pas aussi lu en France que ces autres romans, et, portion congrue révélatrice, même en Angleterre, Andrews Sanders ne le mentionne que brièvement parmi les œuvres citées dans sa Short Oxford History of English Literature. Il en existe pourtant des traductions en français (voir Traductions en français), la plus récente étant celle, couplée avec Esquisses de Boz, d'Henriette Bordenave et Françoise du Sorbier sous la direction de Sylvère Monod, dans la collection La Pléiade (no 334) chez Gallimard, de 1986 (ISBN 2070111105).

## Résumé
L'intrigue comporte une action principale, les relations entre les deux Martin, le grand-père Chuzzlewit et son petit-fils, avec M. Pecksniff servant de point focal. Sur quoi se greffe une action secondaire autour de la branche avunculaire des Chuzzlewit, centrée sur Anthony, le frère, et surtout Jonas, le neveu. L'aventure américaine n'est que diversion temporaire de l'action principale, et les va-et-vient amoureux des jeunes personnages apparaissent comme ses prolongements romanesques.

### Le jeune héritier et l'orpheline

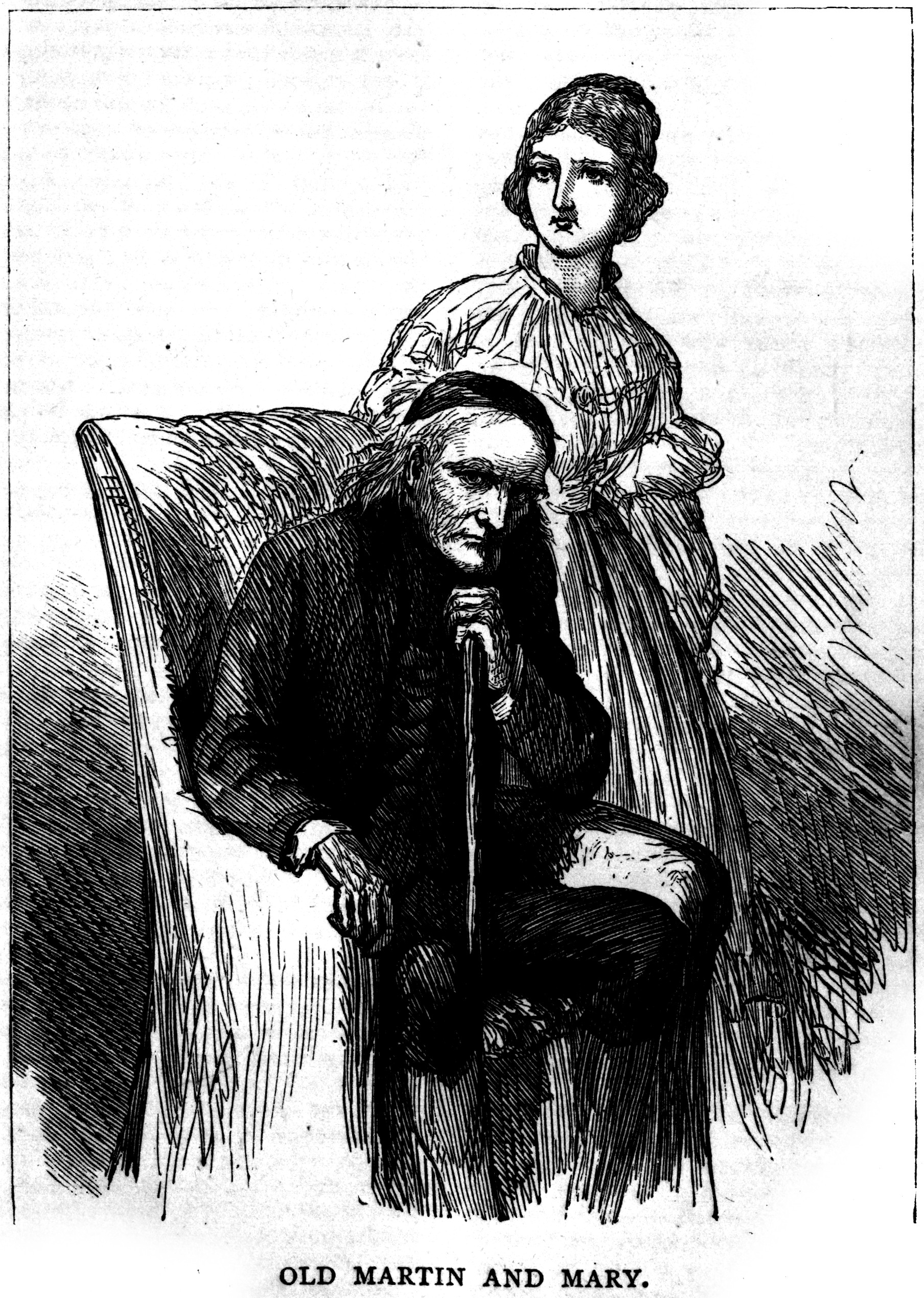
Le vieux Martin et Mary, sa fille adoptive.

Le jeune Martin Chuzzlewit a été élevé par son grand-père, dont il porte le prénom. Le vieil homme, très riche, est depuis longtemps déçu par son entourage qui, pense-t-il, n'en veut qu'à son argent et n'a qu'une hâte, le voir disparaître. Bien avant que ne commence le roman, il a pris la précaution de recueillir une orpheline sous son toit, Mary Graham, qu'il élève comme sa fille, à une réserve près : après sa mort, elle n'aura rien, ce qui, espère-t-il, lui garantit qu'elle aura à cœur de bien s'occuper de lui. Cependant, son petit-fils, Martin, héritier de sa fortune, s'éprend de la jeune fille et émet le vœu de l'épouser. Le vieux Chuzzlewit refuse de modifier ses plans et, du coup, le déshérite. C'est donc Martin qui se trouve sans toit.

### Chez Pecksniff
À défaut de toute autre solution, il s'inscrit comme apprenti chez M. Pecksniff, censé enseigner l'architecture aux étudiants qu'il loge chez lui. En réalité, odieux poseur tout empreint de piété feinte, avide et sans talent, il ne leur apprend rien, les traite fort mal et vit plutôt somptueusement des honoraires qu'il leur prend. Ce sont eux qui réalisent les plans qu'il signe et revendique comme siens. Ses deux filles, Mercy et Charity (Merry et Cherry), bouffies de vanité, lui ressemblent par l'étroitesse d'esprit et la tartufferie religieuse. Le jeune Martin ignore, quant à lui, que Pecksniff, en fait cousin du vieux Chuzzlewit, ne l'a l'accepté que pour se ménager ses faveurs et figurer en bonne place sur son testament.
Chez les Pecksniff, Martin se lie d'amitié avec Tom Pinch, d'un naturel doux et bienveillant, dont la grand-mère, convaincue que Pecksniff fera de lui un grand architecte et un gentleman, a légué sa fortune au faux professeur. Tom, si étranger à la mesquinerie qu'il ne peut la concevoir chez autrui, n'a de cesse de défendre avec véhémence son mentor contre les critiques dont il est l'objet, et, bien qu'exploité par Pecksniff pour de bien maigres émoluments, il mesure son incompétence à l'aune du génie qu'il prête au professeur ; en revanche, John Westlock, que le lecteur rencontre brièvement au début, un autre de ses étudiants, plus avisé, jaugeant d'emblée son propre talent et la malfaisance du maître des lieux, se décide à quitter l'institution.
Contrairement aux calculs de Pecksniff, cependant, lorsque le vieux Martin apprend la nouvelle vie de son petit-fils, il exige son renvoi immédiat, ce à quoi le pseudo-maître se range aussitôt en le jetant à la rue sans un sou. Puis, rebondissement inattendu ne s'expliquant que plus tard, le riche grand-père s'installe chez Pecksniff sous la coupe duquel il semble rapidement sombrer. Tom Pinch s'éprend secrètement de Mary, arrivée avec le grand-père, dont il sait le sentiment qu'elle porte à Martin.

### Entrent un oncle et surtout un neveu maléfiques
Anthony Chuzzlewit, frère du vieux Martin, partage la direction d'une entreprise avec son fils Jonas, personnage « d'une vilenie quasi incroyable » (« of an almost incredible villainy ») selon Margaret Drabble. Quoique roulant sur l'or, les deux hommes vivent en avares dans une mésentente mortelle, Jonas souhaitant ardemment la disparition de son père pour recueillir son héritage, et Anthony fustigeant son fils à tout propos. Anthony Chuzzlewit, cependant, décède brutalement dans des circonstances suspectes et Jonas prend possession de ses biens, puis s'emploie à courtiser Cherry Pecksniff, très flattée de ses attentions. La cadette Merry raille volontiers et, à l'occasion, insulte le prétendant, « l'autre » (the other one), comme elle l'appelle. Contre toute attente, Jonas délaisse l'aînée pour elle qui, toujours de veine railleuse, le taquine et même le rudoie. Cependant, la donne change une fois les noces accomplies, et le feint badinage du marié se mue en réelle violence, Merry, la rieuse écervelée, se retrouvant, à la grande joie de sa sœur, pauvre femme dominée et battue.
Entre-temps, Jonas s'est pris dans le filet véreux de l'Anglo-Bengalese Disinterested Loan and Life Insurance Company, système d'assurances pyramidales fondé par Montague Tigg. Brièvement apparu au début du roman comme sale de sa personne, voleur à la petite semaine et parasite de Chevy Slyme, ce parent des Chuzzlewit, que l'audace affairiste stimule, s'auto-promeut bientôt Tigg Montague, « le Grand Capitaliste », se pose en gentleman avec des atours acquis par la vente d'une montre extorquée au jeune Martin, puis se dote d'un bureau du dernier chic, que meuble un bric-à-brac de respectabilité : seaux anti-incendie, registres, guides de cour, boîtes aux lettres, balances, coffres-forts, et un « vaste gilet rouge », son portier Bullany. Impressionnés par ces signes de richesse les investisseurs se pressent, qui se laissent berner à lui confier leurs liquidités.

### Où l'on retrouve Tom Pinch et, surtout, séjour en Amérique
Un frère et une sœur
L'histoire revient vers Tom Pinch, quelque peu délaissé. Après des années de bons et loyaux services, il a fini par prendre la mesure de son employeur, un vicieux, lui confie Mary (la fille adoptive de Chuzzlewit), qui la maltraite tout en lui faisant des avances inconvenantes. Mais Pecksniff a surpris leur conversation et, maître en chantage calomnieux, obtient la démission de Tom qui se rend alors précipitamment à Londres à la recherche d'un emploi. Il y apprend bientôt la détresse de sa sœur Ruth, gouvernante (governess) dans une riche famille de snobs ; il l'arrache à cet enfer et s'installe avec elle dans un petit logis, renouant du coup ses liens d'amitié avec John Westlock qui vient d'hériter d'une coquette somme. Un emploi rêvé s'offre à lui comme miraculeusement, grâce à un mystérieux patron que seconde un non moins mystérieux M. Fips.
L'escapade en Amérique
Cependant, le jeune Martin s'est lié d'amitié avec l'excellent Mark Tapley, l'aubergiste-adjoint de la ville. Toujours affable et gai, ce qu'il ne juge ni méritant ni valorisant pour qui dispose d'un heureux tempérament, Mark décide de se mettre à l'épreuve : il place ses économies et sa bonne humeur au service de Martin qui part en quête de la bonne fortune au-delà de l'Atlantique. Une fois la traversée vers les États-Unis effectuée, les deux compères s'installent sur une parcelle de la colonie répondant au nom d'« Eden » (en fait un terrain marécageux et insalubre), que leur ont vendue des bonimenteurs américains. Ils y contractent la malaria, et bientôt, Mark, entièrement dévoué à son « maître », constate à l'aune de sa détresse que sa bonne humeur s'assimile enfin à une « vertu ».
L'extrême précarité, la rudesse de cette existence, cependant, et l'exemple désintéressé de Mark entament l'orgueil du jeune Martin ; à bout de forces, les deux aventuriers se résolvent à rentrer en Angleterre. Désormais converti à la bienveillance envers son prochain, Martin se dispose à faire amende honorable auprès de son grand-père, mais ce dernier, à la grande jubilation de Pecksniff, le repousse sans ménagement.
Les événements se bousculent
Entre-temps, ledit Pecksniff, poussé par Jonas, qu'on soupçonne d'avoir empoisonné son père et que manipule Tigg, détenteur, prétend-il, d'un secret, s'est lui aussi compromis dans le système d'assurances. Les événements ne peuvent alors que se précipiter, et Jonas Chuzzlewit, terrifié à l'idée que le secret ne parvienne à la lumière, assassine Montague Tigg dont l'escroquerie vient de s'écrouler. De son côté, Tom Pinch apprend presque aussitôt que son mystérieux bienfaiteur n'est autre que le vieux Martin Chuzzlewit, lui aussi disposé à certaines révélations.

### Où le vieux Martin se convertit à la vérité des sentiments
Le grand-père Chuzzlewit révèle qu'en fait, il n'a pas été dupe longtemps. Constatant, instruit par l'exemple de Jonas et d'Anthony, les extrêmes criminels où entraîne la convoitise, il a feint l'adoration devant Pecksniff tout en jugeant son influence maléfique et, du coup, a compris la générosité de Tom Pinch. La confrontation avec Pecksniff, désormais inévitable, ne tarde pas ; l'usurpateur est démasqué avec l'aide de M. Nadgett, sorte de détective menant l'enquête, qui conclut aussi à la culpabilité de Jonas dans le meurtre de Montague Tigg. Chuffey, l'employé si dévoué à Anthony et au courant de tout, dévoile que Jonas, lui-même convaincu de l'être, n'est pas le parricide qu'on croyait ; en réalité, le vieil homme est mort de chagrin, après avoir enfin compris que son fils a, en effet, voulu sa disparition.
Le vieux Martin avoue aussi que, s'il a sévi contre son petit-fils, c'est parce qu'il désirait l'unir à Mary lui-même et que l'initiative amoureuse des jeunes gens, précédant son projet, avait fait ombrage à son prestige. Revenu à une saine appréciation des choses, il se réconcilie avec lui et les épousailles ont lieu avec sa bénédiction. Du coup, John Westock et Ruth Pinch convolent eux aussi. Quant aux autres personnages, ils subissent le principe de justice immanente (poetic justice,) que privilégie Dickens, et leur sort se règle selon leur mérite ou leur vilenie ; seul le pauvre Tom, qui n'a pourtant démérité en rien, ne reçoit aucune gratification : voué à la solitude du célibat, il se morfond, quand son cœur lui dicte de se réjouir, de n'avoir pas obtenu la main de Mary.

## Personnages
Comme dans tous les romans de Dickens, les personnages sont nombreux et variés. Certains jouent un rôle modeste dans l'intrigue, mais servent la satire de l'auteur. D'autres appartiennent à des intrigues secondaires (subplots) plus ou moins bien greffées sur l'intrigue principale. Un petit nombre concentrent l'attention du narrateur sans qu'il soit toujours facile de démêler lesquels sont les plus importants. Si quelques-uns peuvent prétendre au titre de personnages principaux, Pecksniff en particulier que John Bowen privilégie comme « machine comique terrifiante ou monstre », voire Mrs Gamp qui ne sert à rien mais « devient pour le lecteur une figure humoristique d'envergure mythique », l'intrigue se noue essentiellement autour des deux Martin, le vieux et le jeune Chuzzlewit, qui suivent chacun un chemin initiatique plutôt chaotique mais conduisant à leur réformation. La voie traditionnelle conduisant de l'innocence à l'expérience, si elle est respectée pour le fils, s'inverse pour le second qui passe en son âge plus que mûr de l'expérience à l'innocence.

### Personnages principaux
Il est possible de les classer en deux catégories : les réformables et les irrécupérables. Dans la première, figurent essentiellement les protagonistes majeurs de l'histoire, le grand-père et le petit-fils ; dans la seconde, les comparses, le frère et le neveu du patriarche.
Le vieux Martin Chuzzlewit
Old Martin Chuzzlewit, le riche patriarche des Chuzzlewit, vit dans la crainte d'être spolié par les membres de sa famille ou les gens auxquels il s'est associé. D'abord du côté de Mary l'orpheline, il se lie ensuite avec Pecksniff dont il semble admirer la supposée équanimité d'esprit. Il faut attendre la fin du roman pour que se révèlent sa réelle personnalité et la véritable raison de ce soudain engouement pour l'un des « méchants ».
Le jeune Martin Chuzzlewit
Young Martin Chuzzlewit, son petit-fils, partage son égoïsme et son obstination. La dure loi des réalités, cependant, modifie son caractère et, vers le dénouement, il est amené à se réformer et adopter les valeurs de l'altruisme et de la bienveillance.
Anthony Chuzzlewit
Frère du vieux Martin, il est avec son fils Jonas à la tête d'une entreprise appelée Chuzzlewit et Fils. La même dureté les habite tous les deux et l'appât du gain demeure leur valeur suprême.
Jonas Chuzzlewit
D'une jovialité sinistre, il est en réalité étroit d'esprit et méchant. Il méprise son père dont il souhaite la mort pour acquérir ses biens, et l'histoire laisse planer le doute sur sa culpabilité dans la disparition de ce dernier ; poursuivant tour à tour les deux demoiselles Pecksniff de ses attentions, il délaisse l'une pour gagner les faveurs de l'autre qu'il rend suprêmement malheureuse, avant de commettre un meurtre pour servir ses intérêts véreux. Jonas se suicide par le poison alors qu'on le conduit en prison.

### Personnages secondaires
Seth Pecksniff

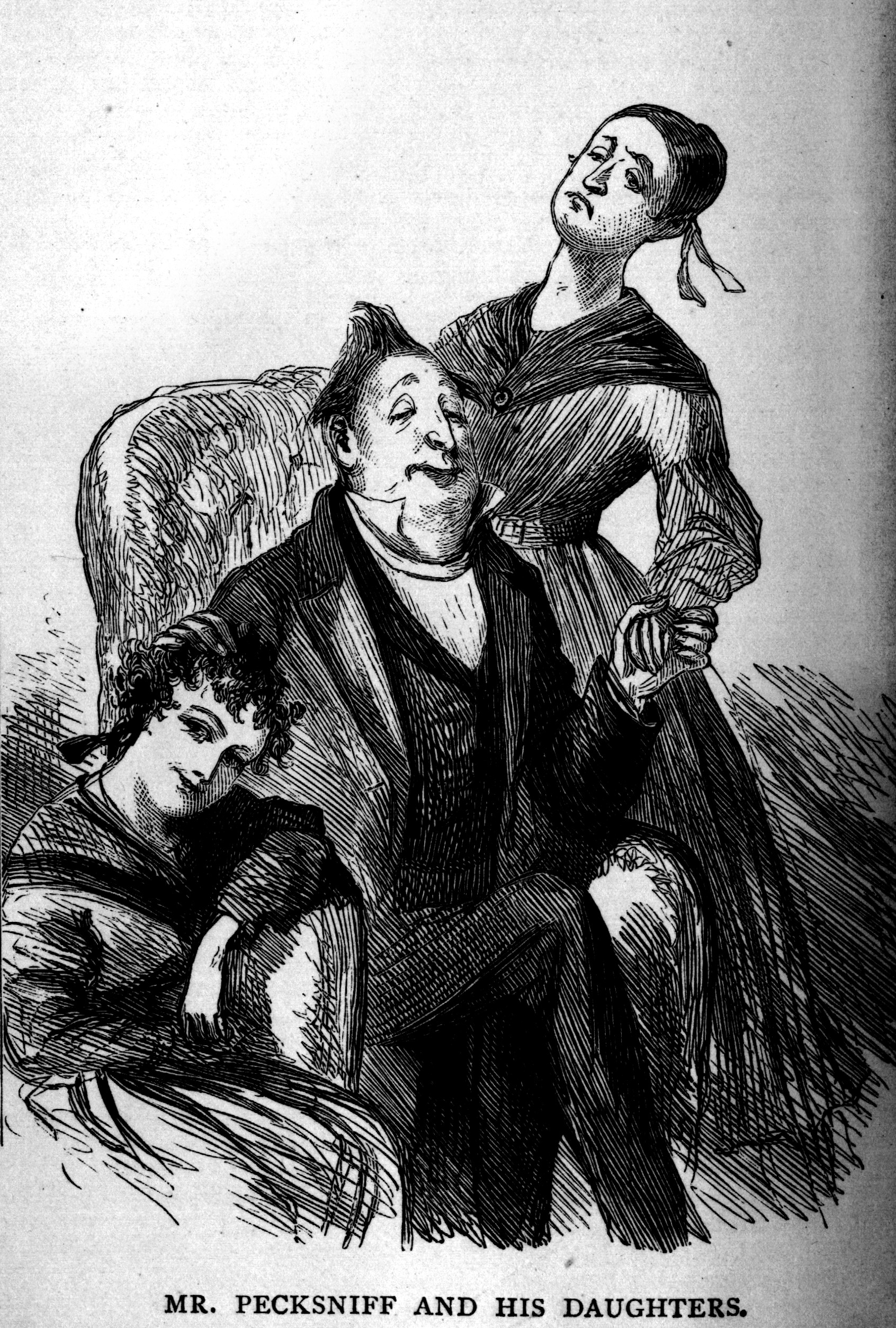
M. Pecksniff et ses filles.

Veuf et père de deux filles, professeur auto-proclamé d'architecture, il est le premier personnage autre que les protagonistes à faire son entrée. M. Pecksniff est convaincu de répondre aux exigences de la moralité et de la charité, alors qu'il s'avère corrompu, veule et abusif. Kenneth Hayens pose la question de savoir s'il est vraiment un personnage secondaire, statut en fait attribué à beaucoup « du seul fait que le roman porte le nom du vieux Martin ». En réalité, ajoute-t-il, plusieurs seraient susceptibles d'être retenus comme protagonistes, et Pecksniff est l'un d'entre eux.
Les demoiselles Pecksniff
Après le père, voici les filles, Charity et Mercy (« Charité » et « Pitié »), connues sous les diminutifs de Cherry (« Cerise ») et Merry (« Joyeuse »). Ce sont les deux demoiselles Peksniff. La première est décrite tout au long de l'ouvrage comme étrangère à la vertu que proclame son nom, tandis que la cadette, d'abord affublée d'une sottise de fillette attardée, est amenée, par la force des événements, à changer radicalement de personnalité.
Tom Pinch

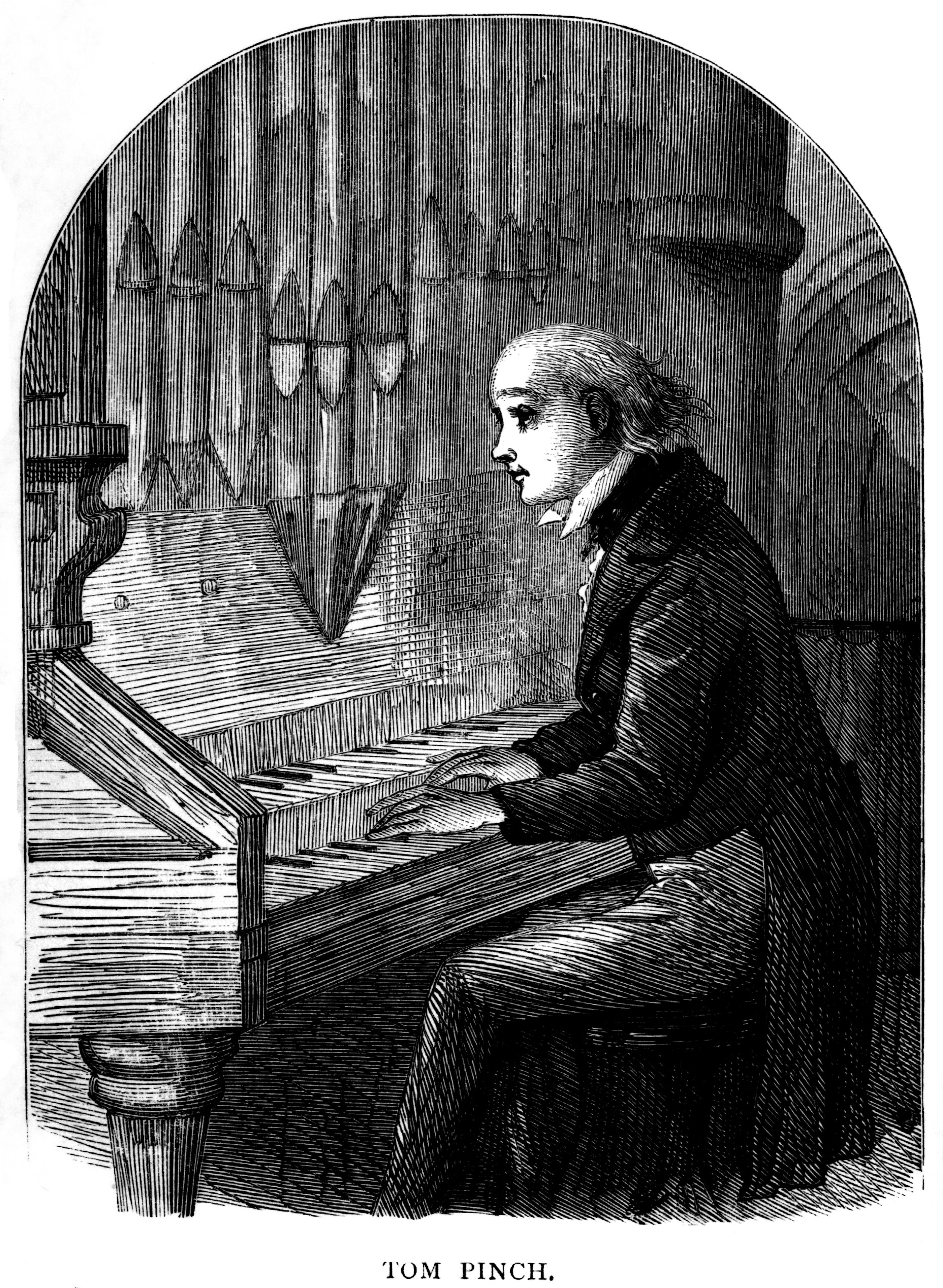
Tom Pinch.

C'est un personnage quasi permanent qui joue un rôle important dans l'histoire. Thomas Pinch, dit Tom Pinch, ancien étudiant et secrétaire particulier de Pecksniff, bon, gentil, sans complication, double opposé de son maître, lui sert à la fois de faire-valoir et de repoussoir. Son absolue loyauté, d'abord fondée sur une admiration aveugle, finit par se disloquer lorsqu'il est témoin du traitement que Pecksniff inflige à Mary dont il est épris.

### Autres personnages

#### En Angleterre
Mary Graham
La belle et douce orpheline que le vieux Martin Chuzzlewit a adoptée. Elle semble avoir été pour Dickens l'une des nombreuses figures créées à l'image de sa jeune belle-sœur Mary Hogarth (Mary Scott Hogarth, 1820-1837), morte d'une soudaine attaque et qu'il a tant idéalisée.
Ruth Pinch

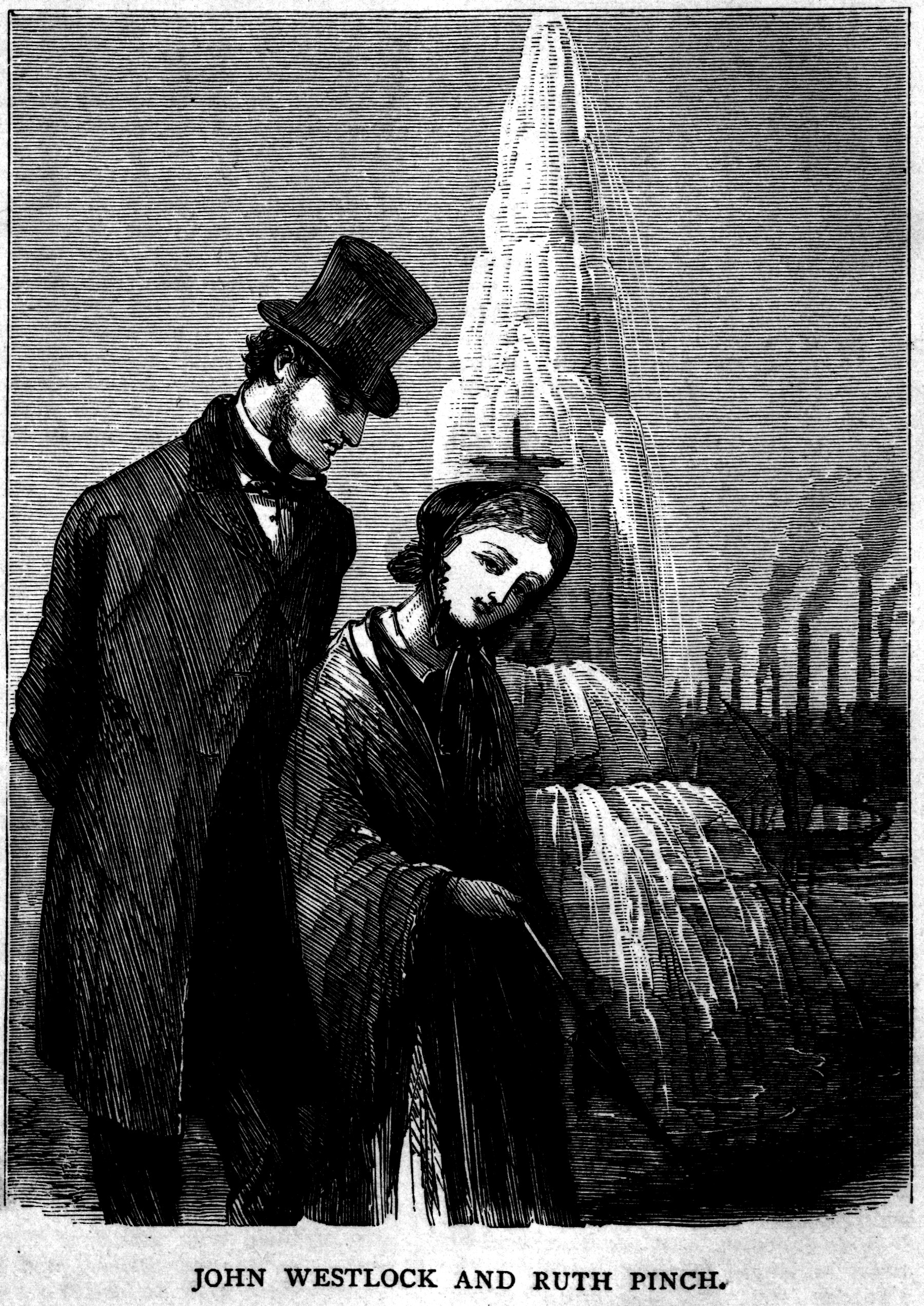
John Westock et Ruth Pinch.

Sœur de Tom, elle partage sa douceur et sa gentillesse. D'abord préceptrice (governess) dans une riche famille qui la maltraite, elle s'installe ensuite avec son frère dans un logis londonien. Elle aime et épouse John Westlock, l'un des amis de Tom.
John Westlock
D'abord étudiant chez Pecksniff, il se brouille avec le pseudo-maître. Lors de la fuite de Tom Pinch à Londres, il lui sert de mentor et s'éprend de sa sœur Ruth qu'il épouse à la fin du roman.
Montague Tigg

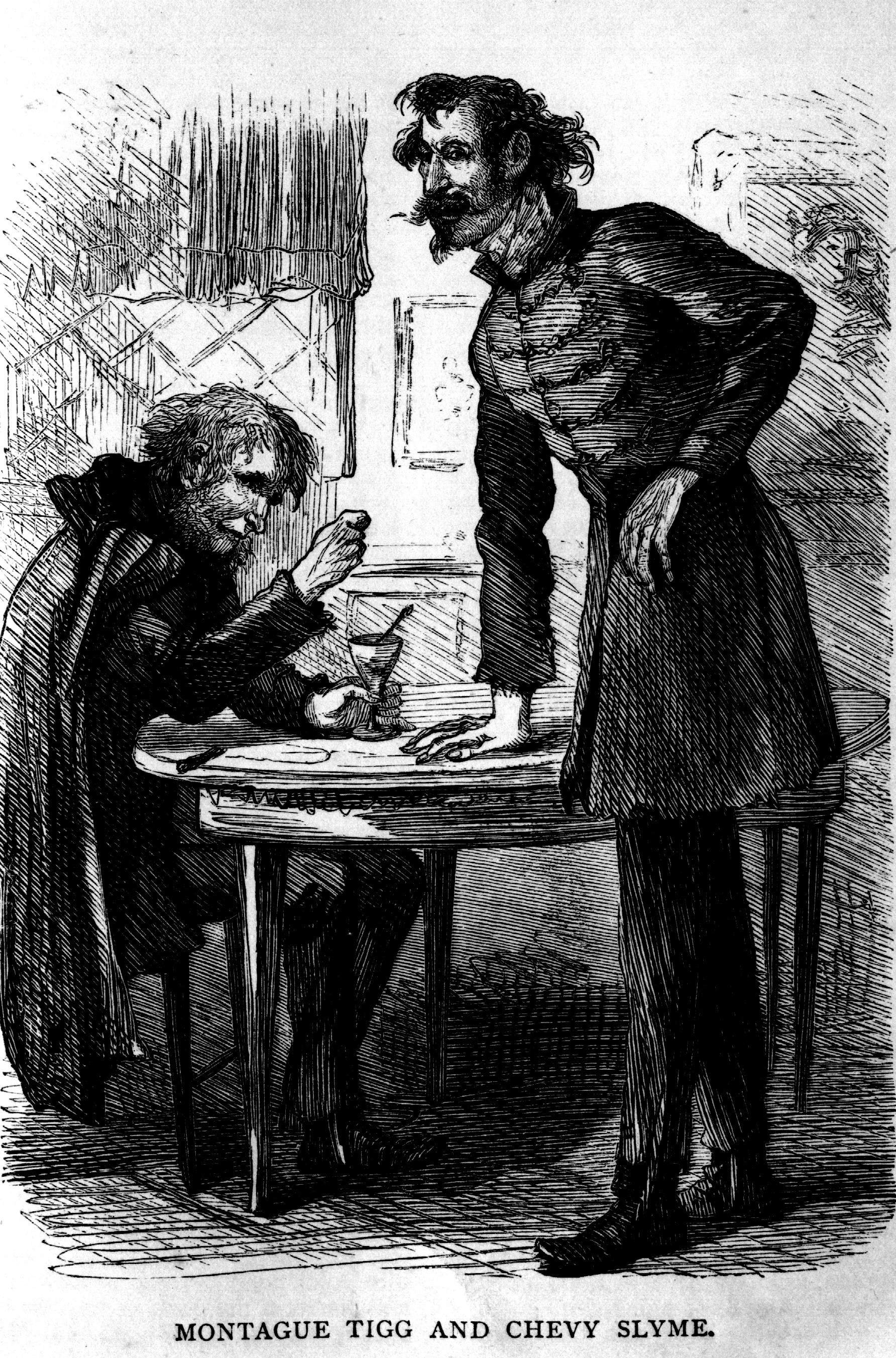
Montague Tigg et Chevy Slyme.

Plus tard promu en Tigg Montague, ce n'est, au début, qu'un petit truand mal loti et parasite de Chevy Slyme, parent éloigné des Chuzzlewit, qui revient en scène vers le milieu de l'histoire avec un cabinet d'assurances sans liquidités et aux pratiques frauduleuses, dans lequel il attire Jonas que la morale ne préoccupe pas davantage que lui. Le circuit financier mis en place relève de la méthode dite aujourd'hui de la chaîne de Ponzi, la compensation des sinistres étant financée par les primes des nouveaux souscripteurs.
Chevy Slyme
Parent de Jonas et neveu du vieux Martin Chuzzlewit, il est de mèche avec Montague Tigg pour essayer d'extorquer l'argent de la famille. Avant tout, selon Dickens, c'est « un vantard grand choix » « a prime braggart », que l'on retrouve plus tard agent de la police londonienne.
Mark Tapley

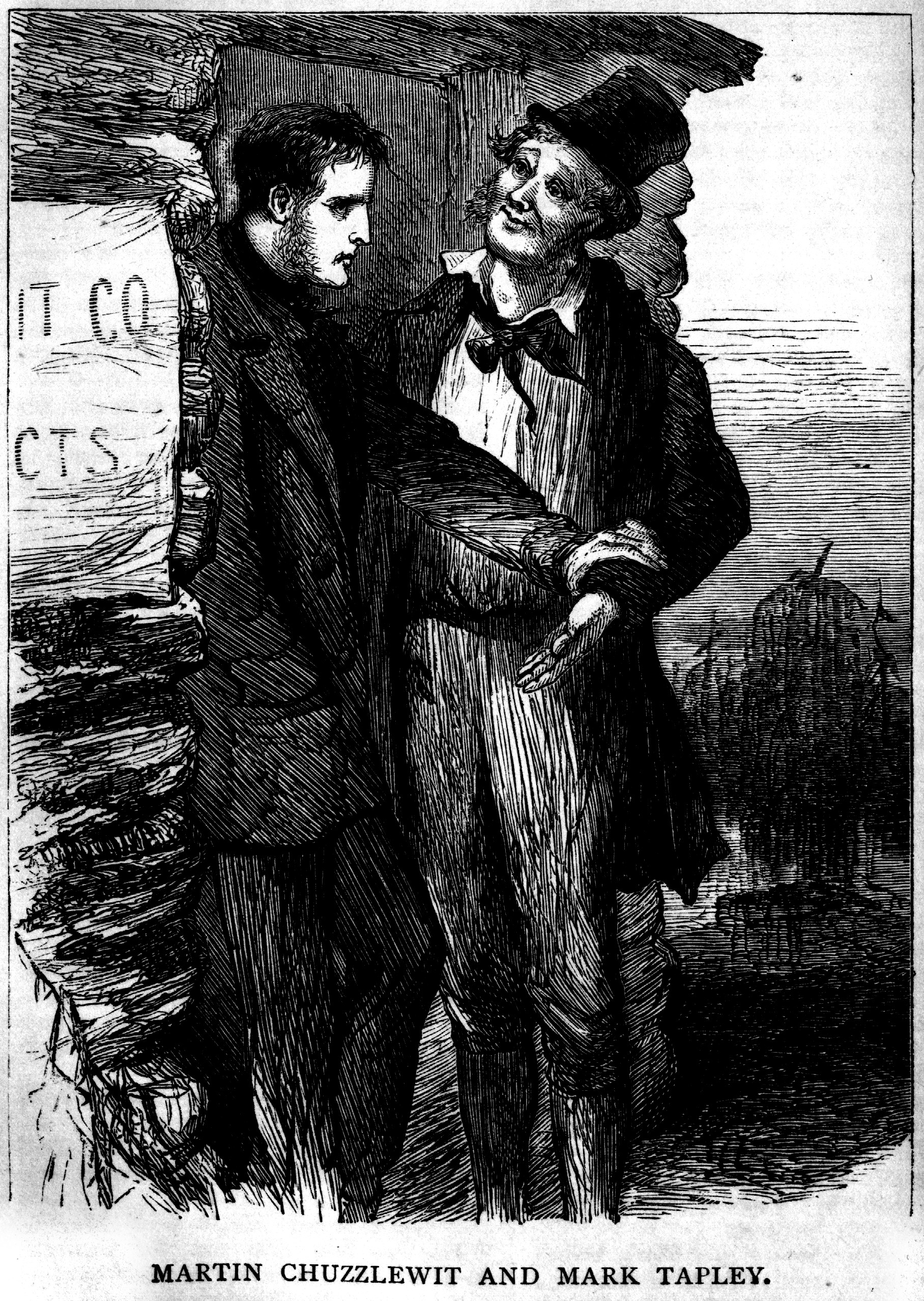
Le jeune Martin Chuzzlewit et Mark Tapley, veillant sur lui.

Brave homme d'un optimisme à tout crin, qui travaille à l'auberge du Dragon Bleu (Blue Dragon) de Mrs Lupin dont il est épris, sa démarche philosophique, consistant à s'engager dans un mode de vie inconfortable et périlleux pour tester son inébranlable bonne humeur, relève du procédé : Dickens a eu besoin d'un Sancho Panza pour accompagner son jeune émule de Don Quichotte et il s'est servi parmi les personnages déjà créés. Néanmoins, comme son exemple contribue à la transformation morale de Martin, il remplit un rôle structurel dans la configuration du roman.
Mrs Lupin

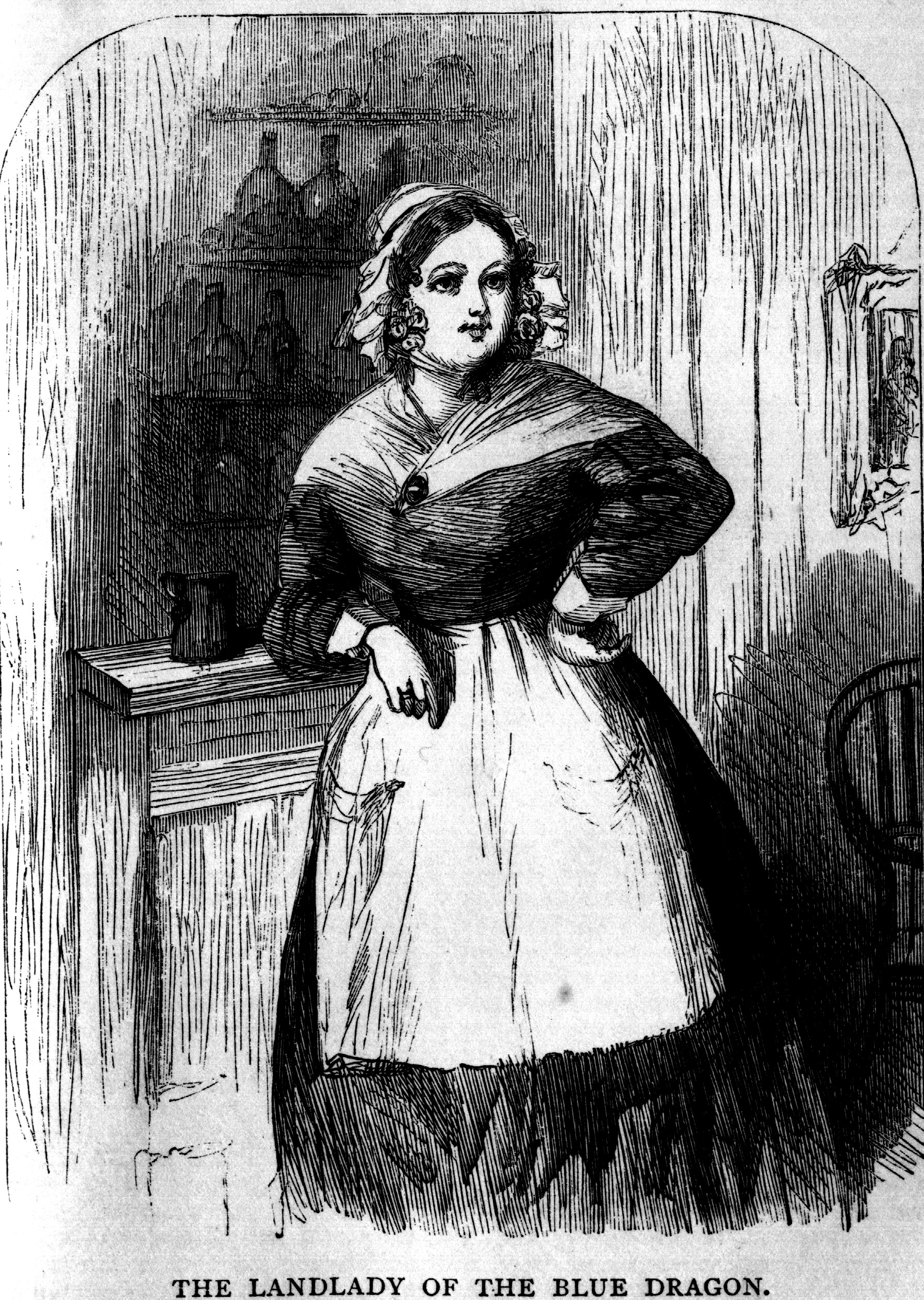
Mrs Lupin, du Blue Dragon.

Propriétaire de l'auberge du Blue Dragon, elle épouse Mark Tapley. Désormais, l'auberge se nomme The Jolly Tapley.
M. Nadget

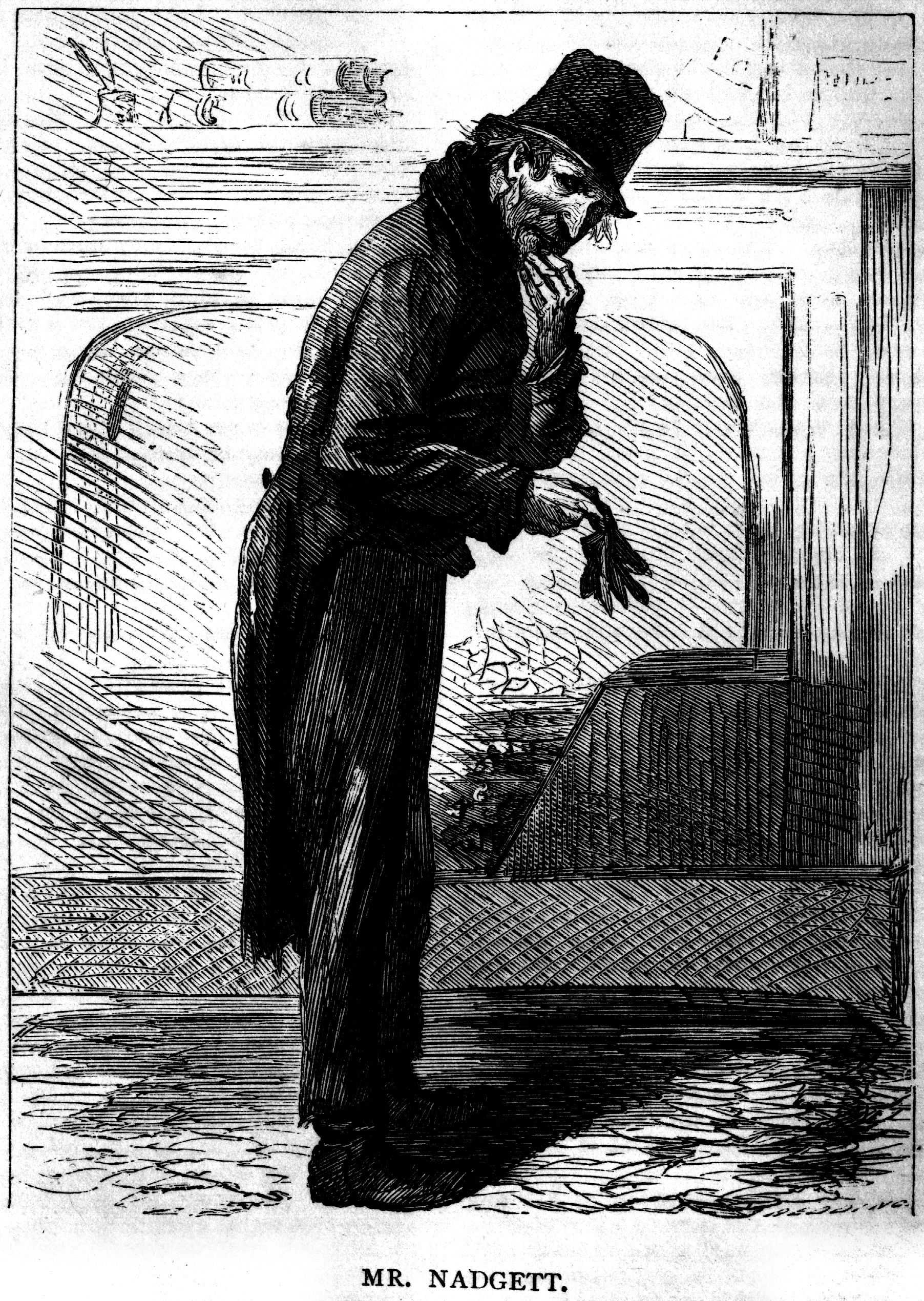
M. Nadget.

Personnage assez mystérieux, à la voix calme et posée, propriétaire du logement de Tom et de Ruth à Islington, il collabore à titre privé aux recherches qui prouvent la culpabilité des escrocs et la criminalité de Jonas.
Martin Bailey
Valet à la pension de famille de Todger, il rejoint plus tard Tigg Montague et frôle la mort dans un accident.
Paul (Poll) Sweedlepipe
Propriétaire de Mrs Gamp, barbier amateur d'oiseaux, dont « la maison n’était qu’un vaste nid d’oiseaux. Des coqs de combat habitaient la cuisine ; des faisans arrachaient dans le grenier la splendeur de leur plumage doré ; des poules pattues perchaient dans la cave ; des hiboux étaient en possession de la chambre à coucher ; et des échantillons de tout le menu fretin des oiseaux gazouillaient et babillaient dans la boutique. »
Sarah Gamp

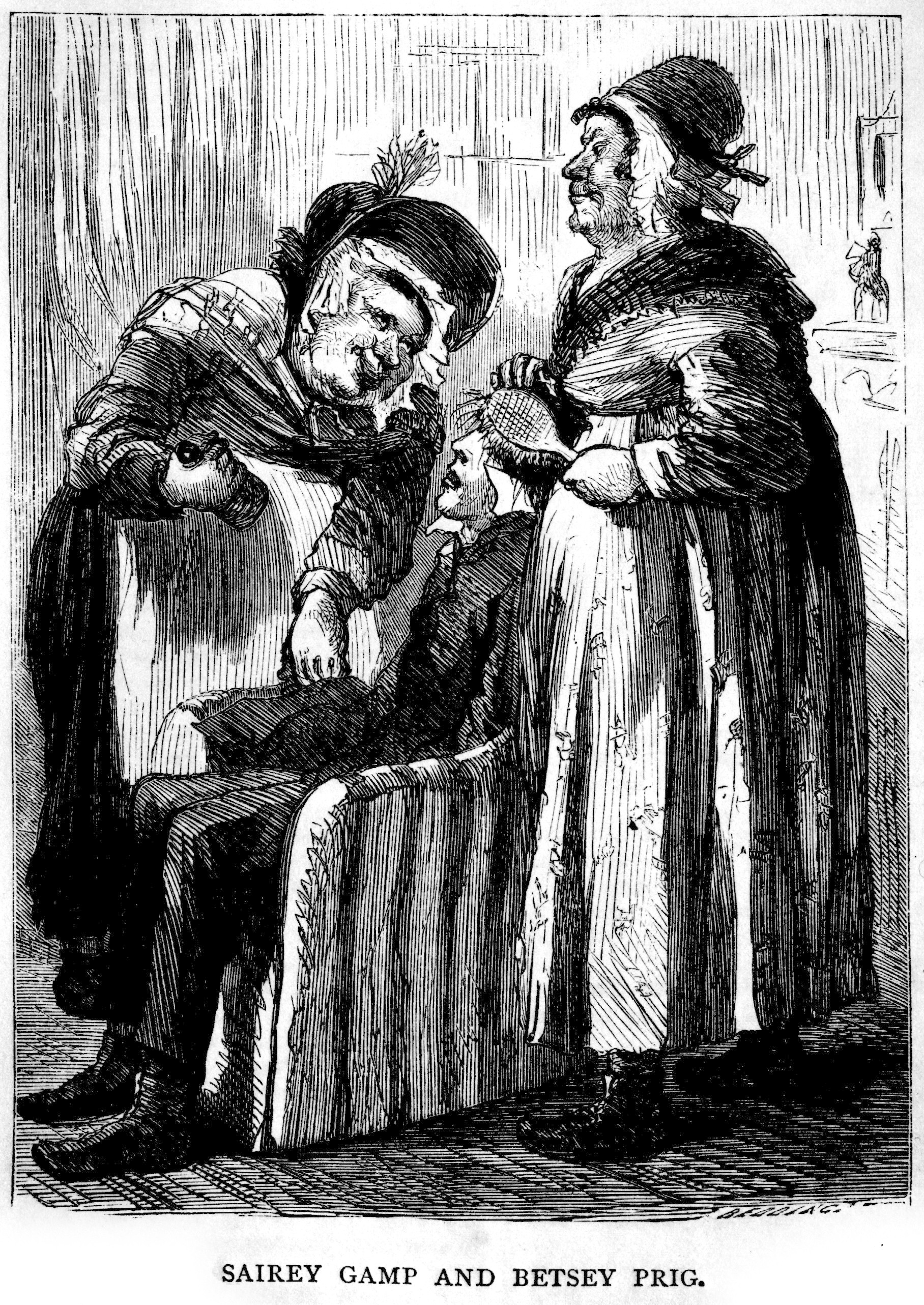
Mrs Gamp et cie.

Plus connue sous le nom de Mrs Gamp, mais aussi appelée Sairey, elle est l'un des personnages comiques les plus célèbres de Dickens. Alcoolique confirmée et sale, tour à tour infirmière, sage-femme et spécialiste de la toilette funéraire, elle sait profiter de l'hospitalité de ses clients qu'elle exploite sans vergogne, surtout lorsqu'ils sont plongés dans la plus noire détresse. Souvent prise de boisson, elle se réfère toujours à une mystérieuse Mrs Harris, personnage qu'elle a créé de toutes pièces pour s'entretenir de sujets divers et bizarres, chaque dialogue imaginaire se concluant par un commentaire sur l'excellente disposition de cette personne. Elle est presque toujours armée d'un vieux parapluie de coton déglingué dont la renommée auprès du public victorien a été telle que le mot « gamp » est devenu et resté synonyme en argot cockney de « grand parapluie ». L'impact de ce personnage a été si fort que, s'il a mis en évidence la piètre compétence de certaines accoucheuses, il a aussi jeté le discrédit sur une profession et contribué à certaines réformes restrictives que, selon Anne Summers, elle ne méritait peut-être pas.
M. Chuffey

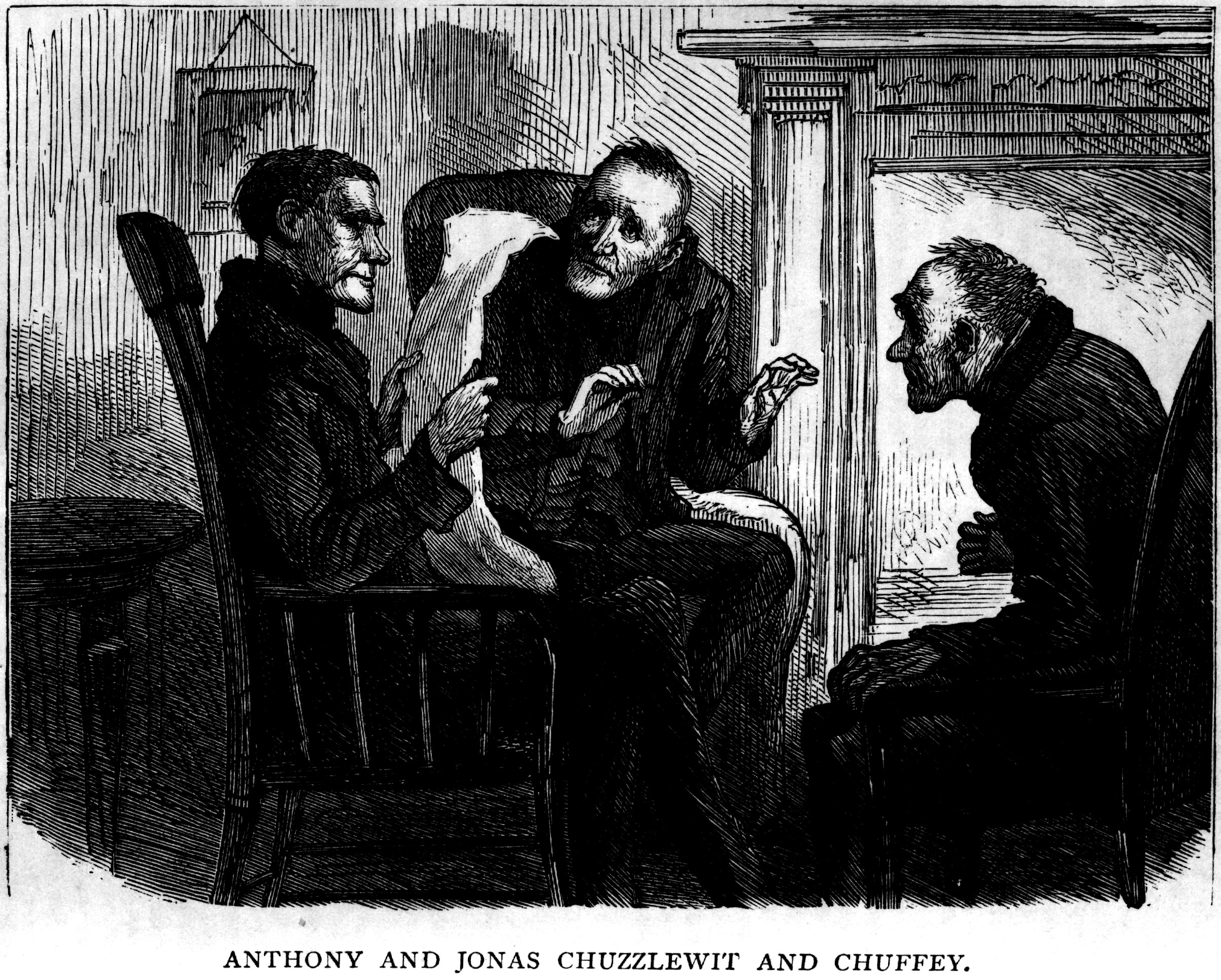
Anthony et Jonas discutant affaires avec M. Chuffey.

Ce vieil homme travaille pour Anthony, puis pour Jonas Chuzzlewit. Son rôle, surtout en raison de ses rares apparitions, peut sembler minime mais, comme le montre Daniel P. Deneau, il est plus qu'un « accessoire comique à portée de main » et, tout compte fait, apparaît aussi pathétique et épique. Il permet en outre au lecteur « d'aiguiser sa perception de tous les personnages qui se trouvent en relation étroite avec lui ». Il est décrit comme « un petit vieillard aux yeux chassieux, à l’air misérable, [qui] s’avança d’un pas traînant. Il était poudreux et rococo, comme les meubles de la maison ; vêtu de noir sale, avec des culottes garnies aux genoux de nœuds de rubans rouillés, vrai rebut de cordons de souliers ; sur ces jambes en fuseau flottaient des bas de laine de même nuance. On eût dit qu’il avait été jeté de côté et oublié dans un coin, durant un demi-siècle, et que quelqu’un venait de le retrouver à l’instant dans un vieux garde-meuble ».
M. et Mrs Todgers

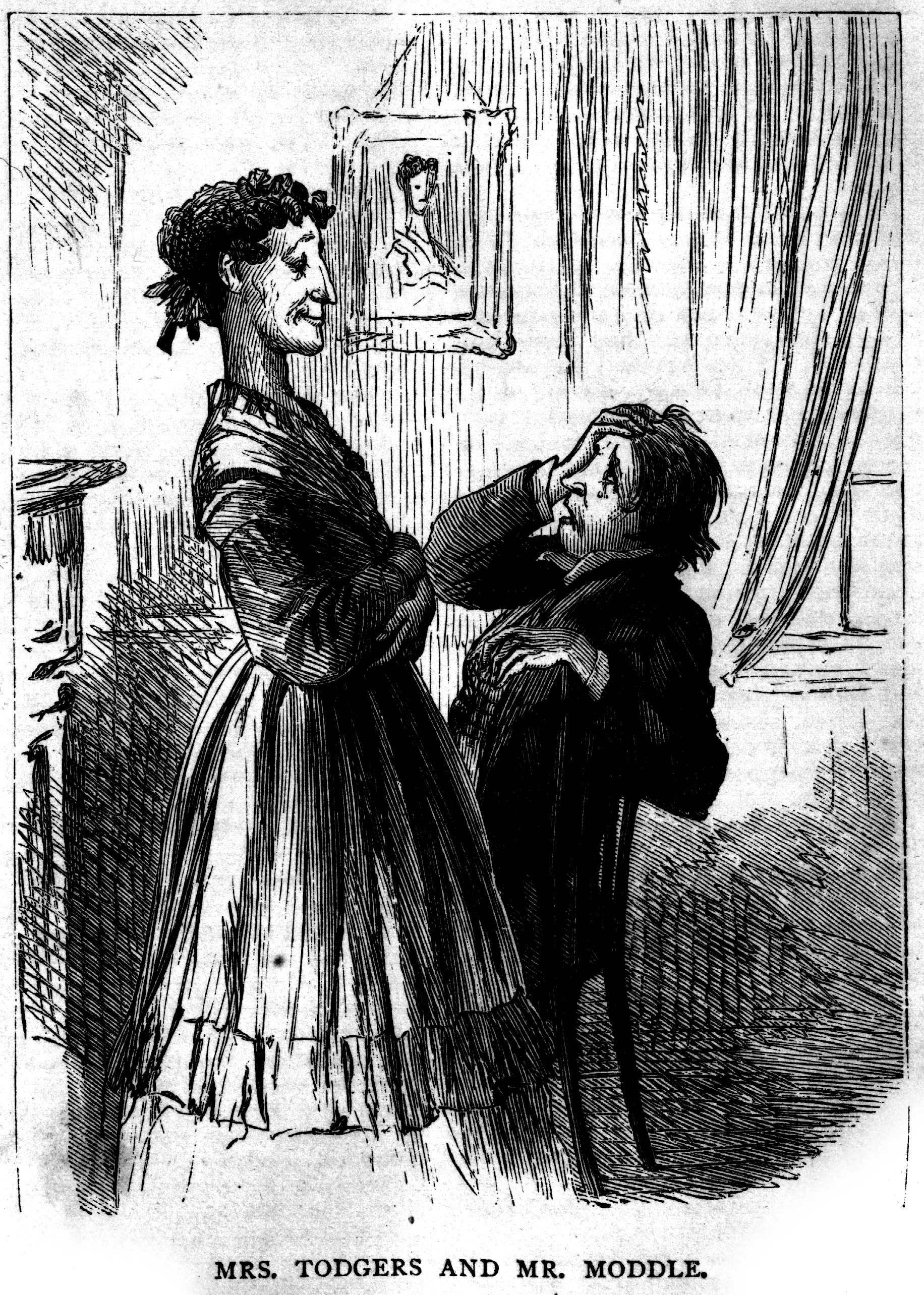
M. Todger et Mrs Moddle.

Le couple, qui tient la pension de famille du même nom, est en admiration devant les Pecksniff et surtout les deux filles.
M. Moddle
Un jeune homme brûlant d'amour pour Cherry Pecksniff et incapable de se décider.
M. et Mrs Spottletoe
Mrs Spottletoe est la nièce du vieux Martin et le couple convoite son héritage.
M. Fips
Agent du vieux Martin Chuzzlewit, il engage Tom Pinch pour remettre de l'ordre dans sa bibliothèque : « M. Fips, petit homme maigre, à l’air fort pacifique, qui portait une culotte courte et de la poudre ».
Le docteur Jobling
Médecin officiel de la frauduleuse compagnie d'assurances Anglo-Bengalee Disinterested Loan and Life Assurance Company, il en empoche l'argent tout en prenant ses distances envers le conseil d'administration.
M. Jinkins
Le plus ancien résident de la pension Todgers, âgé de 40 ans, il vend du poisson tout en faisant par ailleurs des travaux de secrétariat.
Le docteur Lewsome
Médecin, ancien condisciple de John Westlock, il engage Mrs Gamp pour le soigner. C'est lui qui fournit le poison à Jonas Chuzzlewit qui a l'intention de tuer son père. Plus tard, ses aveux permettent l'arrestation de Jonas.
Mould
Croque-mort responsable des obsèques d'Anthony Chuzzlewit, qu'accompagnent son épouse et ses deux filles, « c’était un vieux petit gentleman, chauve et vêtu de noir ; il avait à la main un carnet ; une massive chaîne de montre en or sortait de son gousset ; sur son visage, une bizarre affectation de tristesse livrait combat au sourire de la satisfaction : en un mot, il avait l’air d’un homme qui, tout en se léchant les lèvres après avoir tâté de bon vin vieux, essayerait de vous faire croire qu’il vient de prendre là une médecine ».
Betsy Prig
Infirmière de jour et amie de  Mrs Gamp : « Les meilleurs d’entre nous ont leurs imperfections, et il faut reconnaître chez Mme Prig que, s’il y avait une ombre dans la bonté de son esprit, c’est qu’elle avait l’habitude de ne point verser à ses malades tout son fiel et tout son acide (comme eût dû le faire une collègue aimable), mais d’en garder une bonne part au service de ses amis. Il n’était pas impossible non plus que le saumon fortement épicé, la salade confite dans le vinaigre, eussent, par un supplément d’acidité, excité et accru ce défaut chez Mme Prig ; les caresses répétées à la théière n’en étaient pas non plus tout à fait innocentes. En effet, les propres amis de Betsey avaient remarqué que cette dame poussait très loin l’esprit de contradiction lorsqu’elle était surexcitée. Il est certain qu’elle prenait alors un maintien railleur et agressif, croisant ses bras et tenant un œil fermé ; attitude d’autant plus blessante qu’elle avait une certaine prétention de défi malicieux. » Les deux femmes se brouillent lorsque Betsy met en doute l'existence de Mrs Harris.
David Crimple, dit Crimp
Prêteur sur gages, puis associé de Tigg Montigue dans la Compagnie Anglo-Bengalaise. Après le meurtre de Tigg, il s'enfuit à l'étranger avec ce qui reste de la caisse.

### En Amérique
Zephaniah Scadder

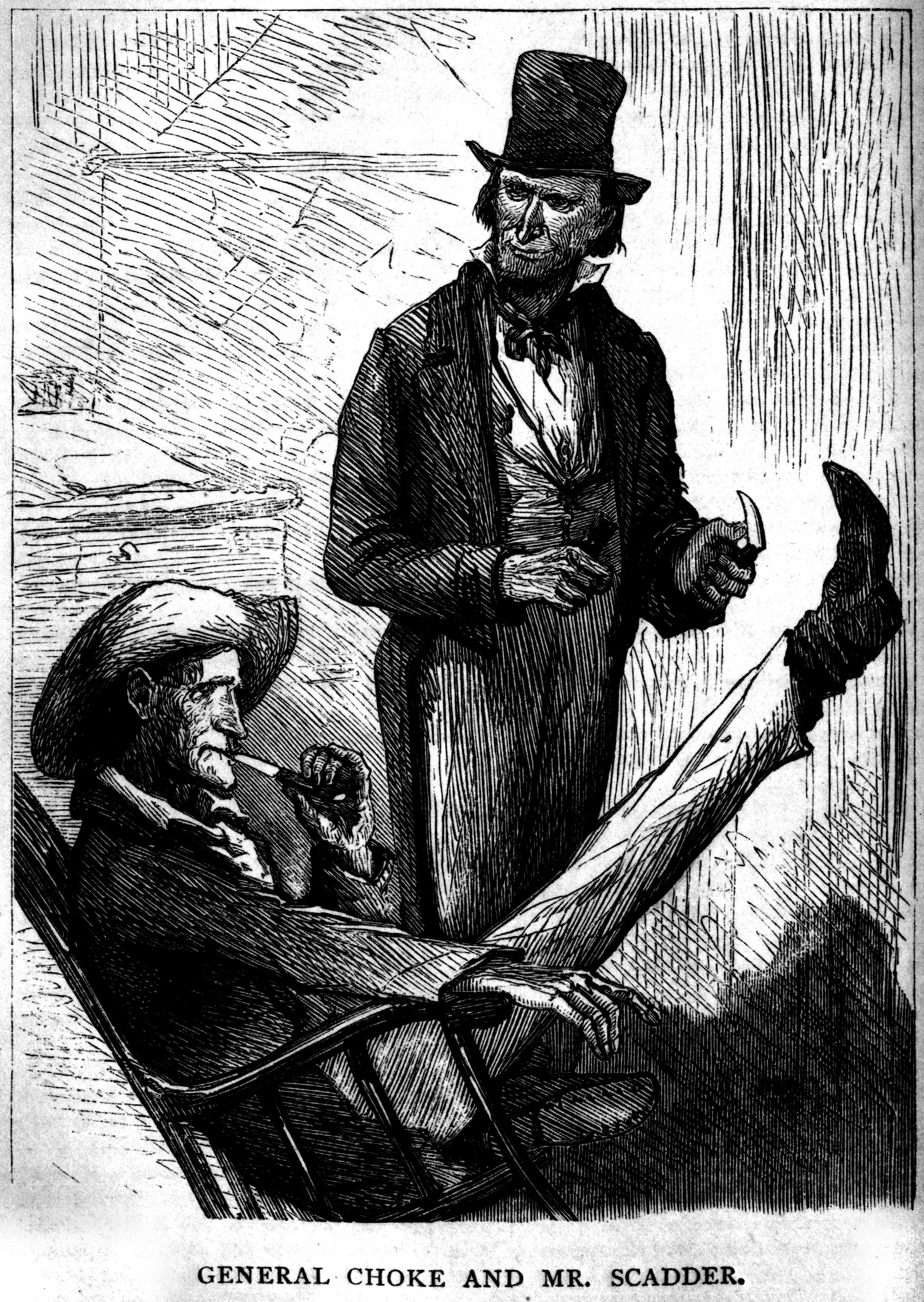
Le général Cyrus Choke et M. Zephaniah Scadder.

Agent sans scrupule de la Eden Land Corporation, il vend un terrain marécageux à Martin : « Cet homme était très maigre ; il avait un immense chapeau de paille et un habit de drap vert. Vu la chaleur du temps, il était sans cravate, et avait laissé le devant de sa chemise tout ouvert : de sorte que, chaque fois qu’il parlait, on voyait quelque chose remuer et sautiller dans sa gorge, comme les petits marteaux d’un clavecin quand on frappe sur les touches. Peut-être était-ce la Vérité qui faisait un petit effort pour monter à ses lèvres, sans parvenir jamais jusque-là. »
Le général Cyrus Choke
Membre de la Eden Land Corporation, il présente Martin à Scadder. Il est ironiquement décrit comme l'un des hommes « remarquables » que Martin rencontre en Amérique.
Hannibal Chollop

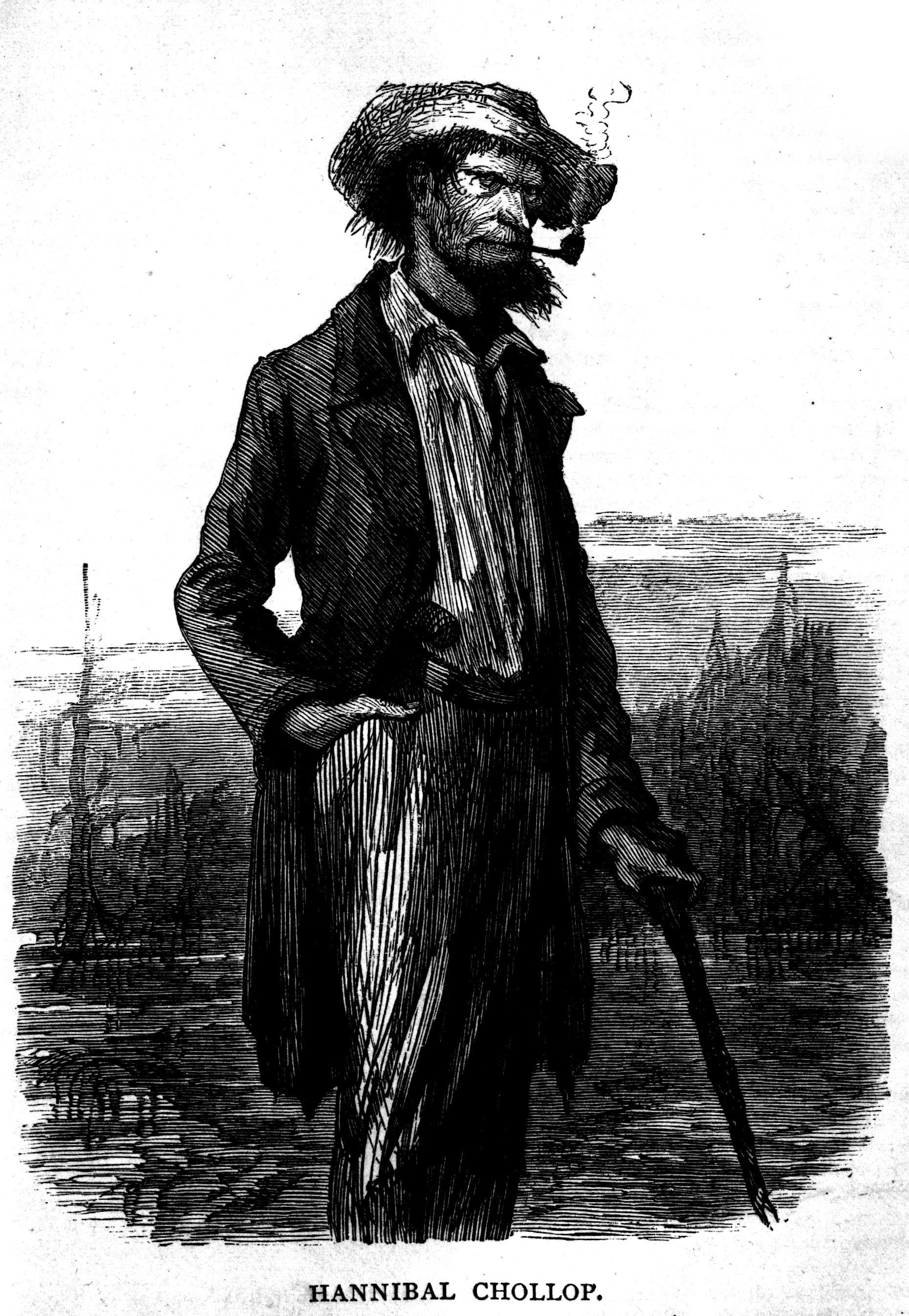
Hannibal Chollop.

Autre personnage « remarquable » que fréquente les deux émigrants.
Jefferson Brick

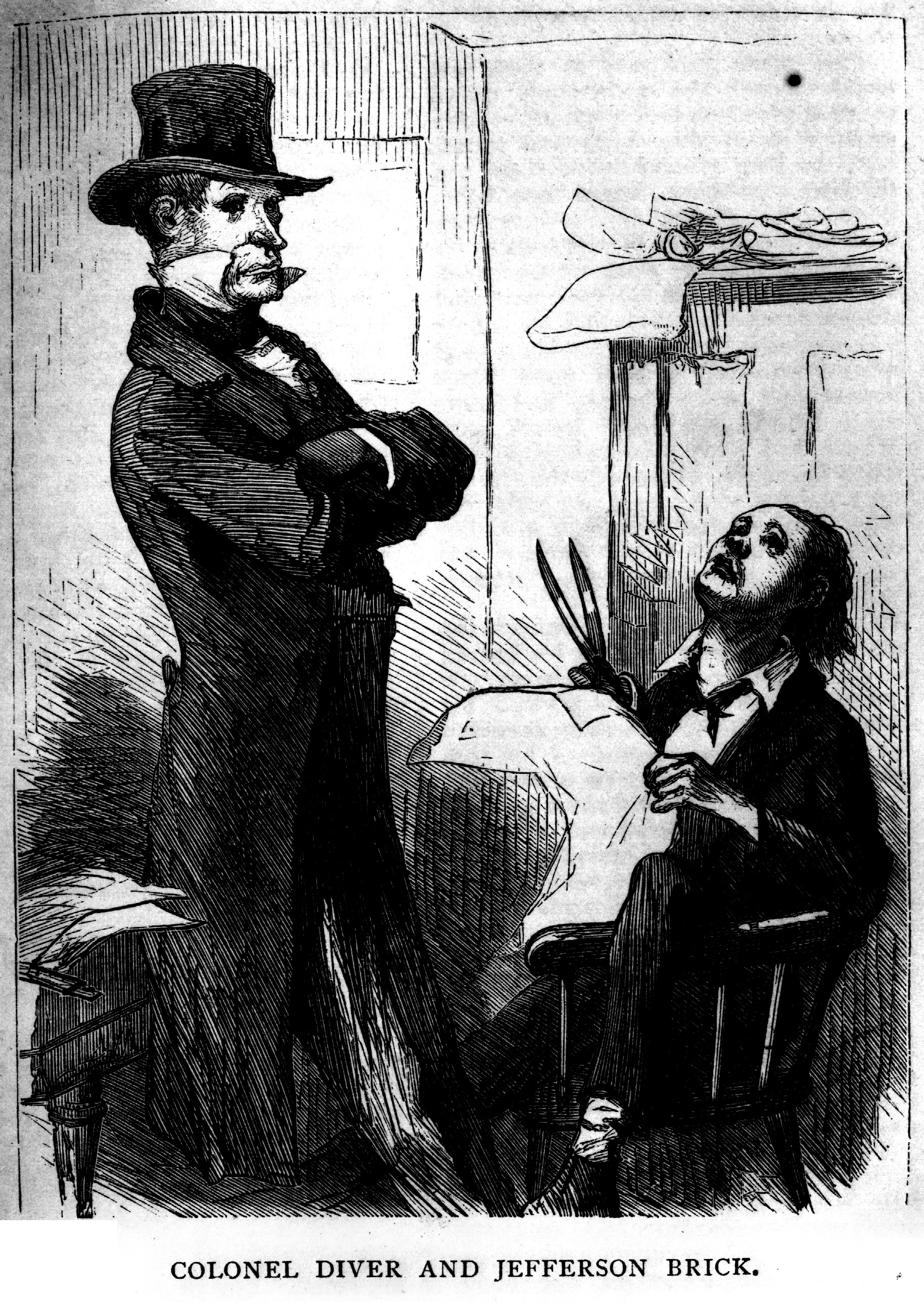
Le colonel Diver et Jefferson Brick.

Correspondant de guerre au Rowdy Journal de New York, dont le colonel Diver est le rédacteur en chef.
Le colonel Diver
Rédacteur en chef du Rowdy Journal de New York. Il rencontre Martin et Mark à bord du Screw et les oriente aussitôt vers la pension Pawkins.
M. Bevan
Martin et Mark rencontrent ce médecin de Boston à la pension Pawkins à New York ; il est l'un des rares personnages sympathiques vus en Amérique. Plus tard, c'est lui qui prête l'argent nécessaire au retour en Angleterre.
Le major et Mrs Pawkins
Ils sont propriétaires d'une pension de famille à New York. Le major est l'un des escrocs les plus typiques que rencontrent les voyageurs en Amérique.
Le général Fladdock
Il est présenté à Martin Chuzzlewit en Amérique par la famille Norris, après sa traversée sur le Screw. Alors qu'il condamne le système de classes existant en Europe, il est ulcéré d'être considéré comme l'un des compagnons de voyage des deux Anglais logés en troisième classe à l'arrière : « Lui Fladdock, Fladdock en grand uniforme de la milice, le général Fladdock, Fladdock le bienvenu des nobles étrangers, être exposé à connaître un individu qui était arrivé sur l’arrière d’un paquebot, au prix de quatre livres dix schellings ! à rencontrer cet individu dans le sanctuaire même de la fashion de New York ! à le voir s’ébattre dans le sein de l’aristocratie de New York ! Un peu plus, et il allait poser la main sur la garde de son épée. »
Mrs Hominy

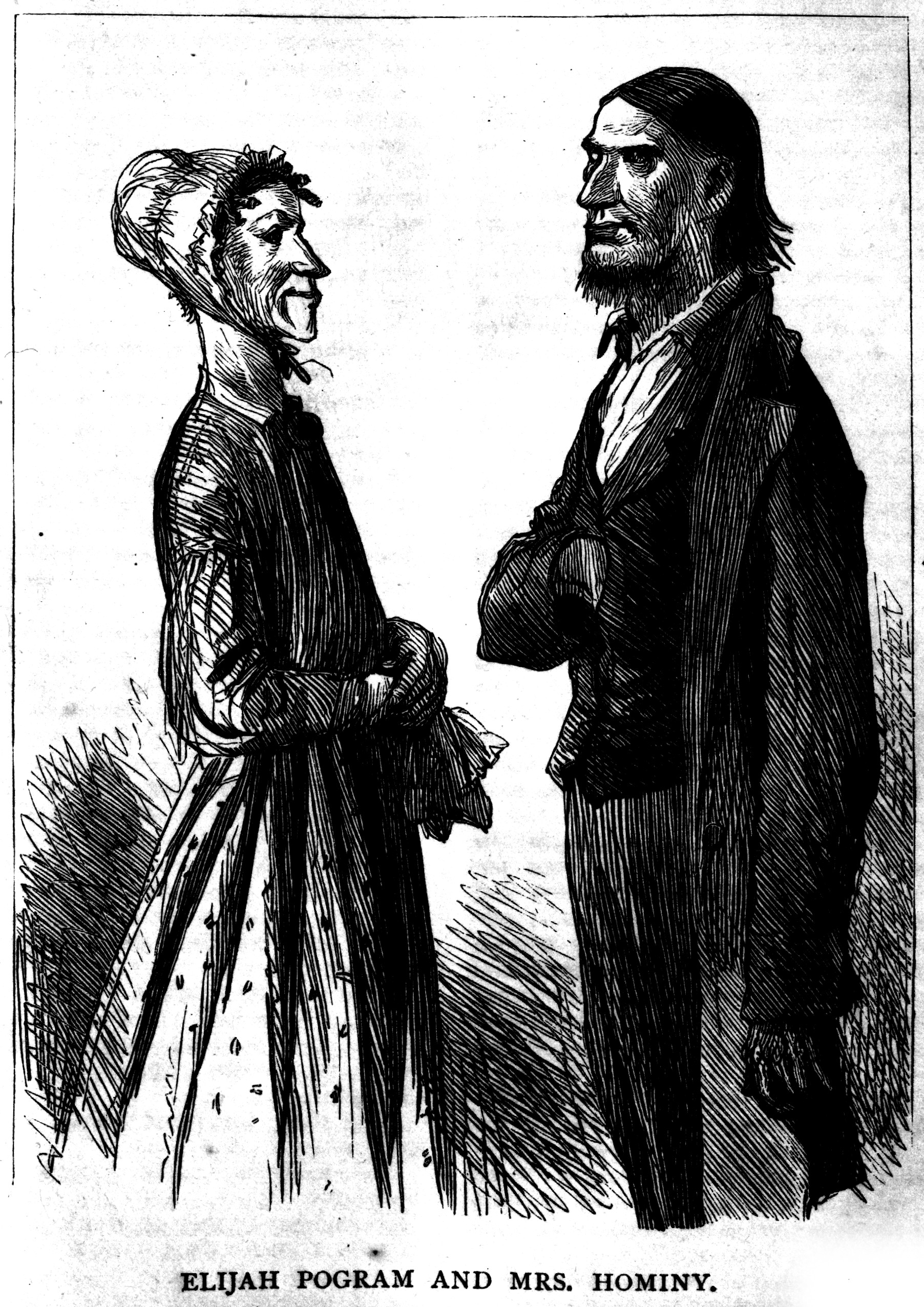
Elijah Program et Mrs Hominy.

Femme imbue de son importance littéraire, que Martin se voit forcé d'accompagner au cours de sa première étape vers l'Éden.
La capitaine Kedgick
Propriétaire du National Hotel où Mark et Martin séjournent lors de leur aller et retour.
La famille Norris
Amis new-yorkais de M. Bevan que ce dernier présente au jeune Martin. D'abord très chaleureux envers lui, les Norris tempèrent leur enthousiasme lorsqu'ils apprennent qu'il a fait la traversée en steerage, c'est-à-dire dans l'entrepont,.

### Signification des noms propres
Le nom-étiquette
Presque tous les noms décrivent leur titulaire de façon explicitement grotesque par des assonances, consonances ou onomatopées, caricatures passant parfois dans la langue vernaculaire. Ainsi, « Pecksniffian », adjectif qualifiant l'hypocrisie moralisatrice, dérive de « Pecksniff », volatile à la fois hargneux et larmoyant composé de peck (picorer ou coup de bec) et de sniff (renifler) ; Pecksniff, en effet, escroc indigne, pose en donneur de leçon et, si nécessité oblige, en victime désolée, alors que  « [C]ertains le comparaient à un signal routier, qui indique toujours la direction d'un lieu, mais sans jamais s'y rendre » (« [S]ome people likened him to a direction-post, which is always telling the way to a place, and never goes there »).
Le nom « Chuzzlewit » se fonde sur le même principe : wit (esprit, intelligence) est précédé de chuzzle, évoquant à la fois churn (remuer vigoureusement, baratter) et fuddle (embrouillé), ce qui exprime d'abord la confusion des idées et des sentiments, puis la tempête sous un crâne à laquelle sont soumis les deux Martin à la fin du roman.
Le contresens onomastique

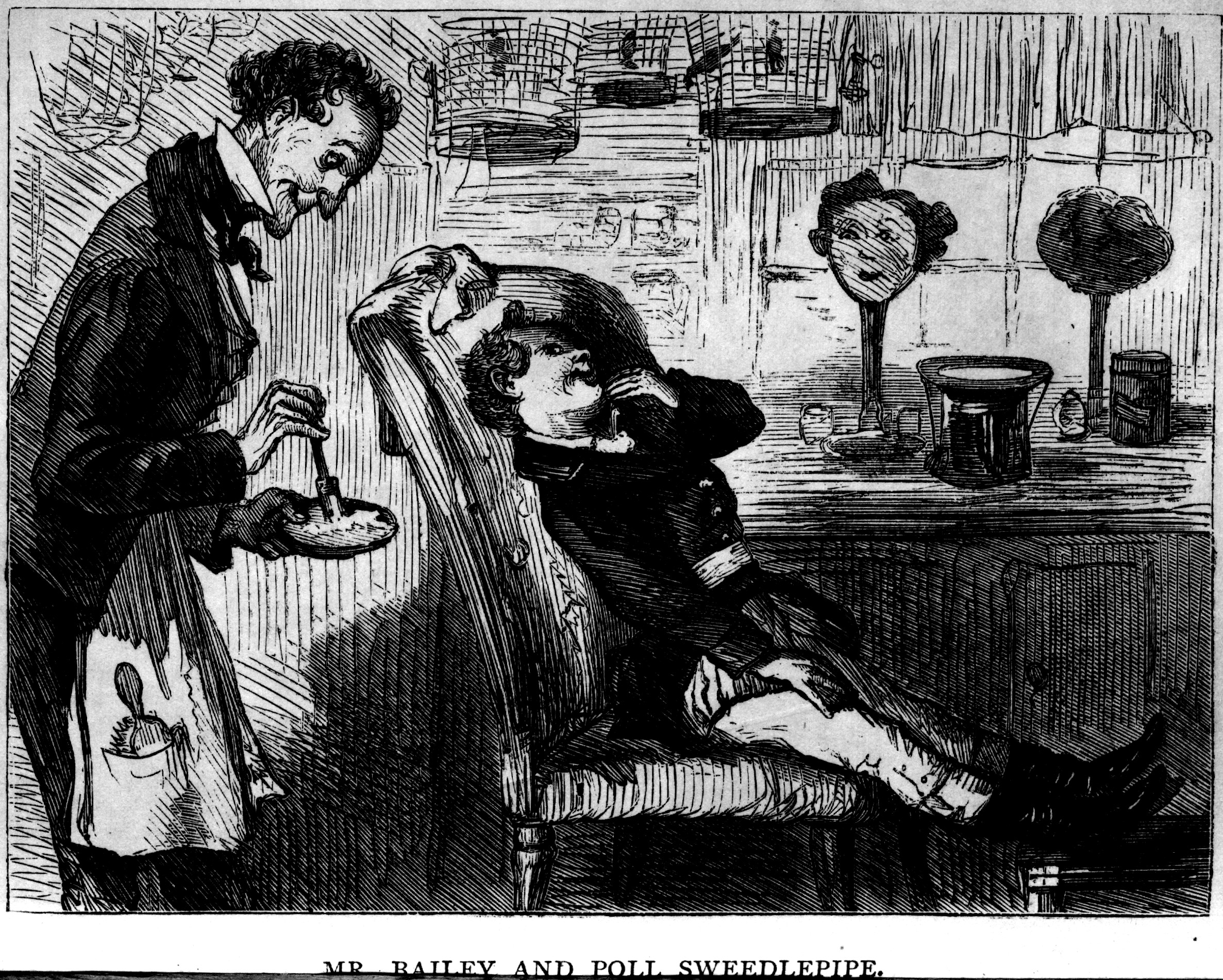
Martin Bailey et Poll Sweedlepipe.

Certains noms sont délibérément à contresens, comme si Dickens entendait signifier que les personnages sont le contraire de leur appellation. Ainsi Tom Pinch et Paul Sweedlepipe : le prénom Tom est anodin, monsieur Tout le Monde, comme dans la litanie Tom, Dick or Harry (Paul, Pierre ou Jean) ; en revanche, Pinch exprime le pincement, le renfrognement, voire l'avarice. Or qui y a-t-il, dans ce roman, avec Mark Tapley, de mieux intentionné, de plus agréable que ce joueur de grandes orgues ? Peut-être Dickens a-t-il voulu signifier d'emblée, par la restriction onomastique, que le destin de Tom Pinch n'ouvrait pas grand ses portes.
Quant à Sweedlepipe, outre la pipe bonhomme, il résulte du télescopage de swindle et de wheedle (escroquer et cajoler [pour obtenir quelque chose]). Pourtant, Sweedlepipe, le barbier ornithologue, n'a rien de malhonnête ou de fielleux : « C’était un petit homme déjà vieillot ; sa main droite, gluante et froide, ne pouvait perdre son goût de savon à barbe, au contact même des lapins et des oiseaux. Poll avait quelque chose de l’oiseau, non du faucon ou de l’aigle, mais du moineau qui se niche au haut des cheminées et montre du goût pour la société de l’homme. Cependant il n’était point querelleur comme le moineau, mais bien plutôt pacifique comme la colombe. Il se rengorgeait en marchant, et à cet égard il offrait une certaine analogie avec le pigeon, aussi bien que par sa parole plate et insipide, dont la monotonie rappelait le roucoulement de cet oiseau. […] Poll n’avait pas plus de fiel qu’un rouge-gorge […]. »
La farce verbale
La plupart des noms relèvent simplement de la farce verbale. Ainsi, Spottletoe, compromis entre spot (tache, bouton de peau) et spittle (postillonner, postillon), auxquels s'ajoute l'orteil (toe), qui présente aussi une configuration allitérative évoquant mistletoe (le gui), plante druidique sacrée ; ou encore Westlock, corruption à peine déguisée de wedlock (mariage [avec insistance sur l'indissolubilité], rendue par lock [fermeture, serrure]), qui épouse Ruth Pinch ; ou enfin Moodle, celui qui ne décide jamais, nom formé de mood (humeur) et muddle (confusion, perplexité), amoureux à jamais transi d'une fille Pecksniff.
L'homosexualité latente ?
Concernant Westlock, le nom est cité par Cecile Mazin dans son article exposant la nouvelle théorie de Holly Furneaux sur la possible homosexualité latente de certains personnages masculins de Dickens qui s'éprennent de la sœur de leur meilleur ami, preuve selon elle, que les textes sont émaillés de relations homosexuelles suggérées. « Ainsi, dans Martin Chuzzlewit, John Westlock va s'éprendre de Ruth, la sœur de son excellent ami Tom Pinch. Avant même que John ne rencontre Ruth, il se figure combien elle doit être belle et fantasme sur elle »,. Le nom, si tel est le cas, n'en devient que plus évocateur : le lock s'accouple au west (l'Ouest), le côté du soleil couchant, la gauche face au Nord,.
Quoi qu'il en soit, la fantaisie, la cocasserie, la rosserie aussi, chacun de ces noms-étiquettes les porte tous, en soi description et jugement préfabriqués d'un personnage.

## La satire dickensienne

### La jeune Amérique
Le voyage de Dickens

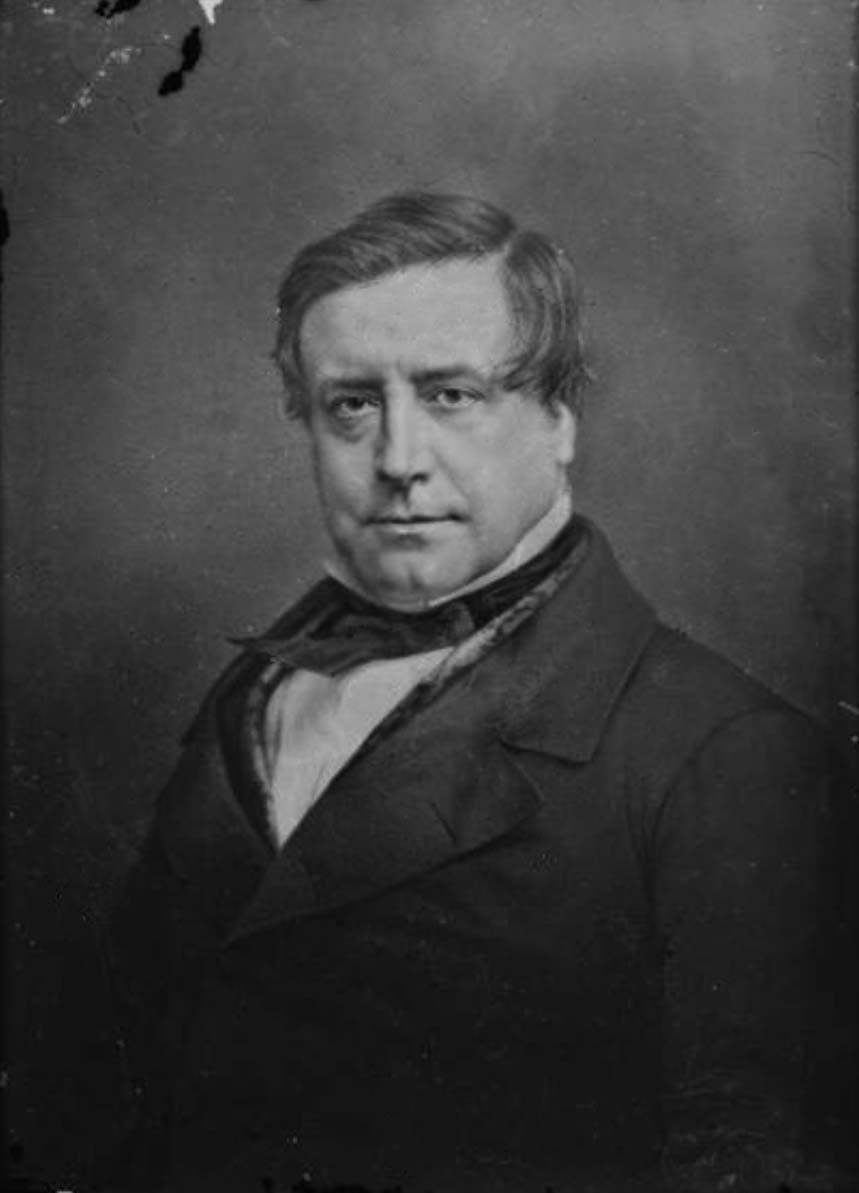
Washington Irving.

Le voyage de Dickens en Amérique, qui a été exploité dans ce roman, a eu lieu de janvier à juin 1842. Washington Irving l'y avait, avec d'autres écrivains, très cordialement encouragé. De fait, sa réception outre-Atlantique a d'abord été enthousiaste, mais certains différends sont peu à peu apparus entre « ce représentant de la vieille Europe et les habitants du Nouveau Monde ». Dickens a maille à partir avec le système américain des droits d'auteur, accepte mal les façons de se comporter et les conditions de vie, et éprouve la plus grande aversion pour l'esclavage. Enfin, note Hayens, jouer sans fin l'invité ravi le fatigue et le lasse. Aussi, dès son retour en Angleterre, met-il ses notes de voyage en ordre alors même que prend forme sa nouvelle histoire, celle de Martin Chuzzlewit. Ses impressions des États-Unis, devenues défavorables, l'habitent en permanence, se trouvent ravivées par la rédaction des American Notes et le poursuivent au cours de la publication des premiers numéros de son roman. Rien d'étonnant, écrit Kenneth Hayens, à ce que, pour doper les ventes pâlissantes, il se soit spontanément tourné vers l'une de ses préoccupations majeures du moment et ait eu recours aux souvenirs d'un voyage qui ne cesse de l'obnubiler. En cela, il se montre « radicalement, totalement, farouchement, pourrait-on dire, anglais ».
Un roman jugé anti-américain
De fait, le roman a bel et bien été considéré comme anti-américain, particulièrement outre-Atlantique où des voix se sont élevées avec colère et où la presse s'est déchaînée contre Dickens, destinataire d'une multitude de lettres et coupures de journaux indignées. Il est vrai que les habitants y sont décrits en snobs sans substance, des hâbleurs hypocrites et inconséquents, une collection de vantards et de brutes sauvages, sans compter la prédominance des malotrus, des criminels et des crétins. La république des États-Unis y apparaît, comme le dit Martin au chapitre XXII, « si mutilée et boiteuse, si remplie de plaies et d'ulcères, si répugnante d'aspect et défiant presque le sens que ses meilleurs amis se détournent de cette créature malsaine avec dégoût » (« so maimed and lame, so full of sores and ulcers, foul to the eye and almost hopeless to the sense, that her best friends turn from the loathsome creature with disgust »).
L'auteur, cependant, proteste de sa bonne foi : il s'agit là, écrit-il, ni plus ni moins que d'une satire, semblable à sa dénonciation des travers de l'Angleterre, pas plus féroce ou désobligeante que celle d'Oliver Twist ou des Pickwick's Papers. En mai 1868, il éprouve encore le besoin de clarifier sa démarche avec une postface pour l'édition de Chapman & Hall Ltd et Henry Frowde. Il y déclare que son roman n'a fait que brosser la caricature d'un aspect ridicule (ludicrous) du tempérament américain, sans pour autant condamner l'ensemble du pays et de sa population, et qu'au cours de sa deuxième visite, il a pu constater de très importants changements, tant physiques que moraux, aussi bien dans le développement de ses villes que dans son art de vivre, ainsi que dans le comportement de la presse,.
Une vision à nuancer
Quoi qu'en dise Dickens, nuance Kenneth Hayens, le lecteur éprouve, certes, l'habituel plaisir à rencontrer d'étranges spécimens d'humanité, mais il en est, tels l'incroyable correspondant de guerre, M. Jefferson Bricks, et le soi-disant génie littéraire local, Mrs Hominy, qui lui laissent à penser que, au regard de la fiction et du fait de l'omniprésente évidence des exagérations, « le résultat n'est pas bon et tout reste trop évident ».
À cela, presque un demi-siècle plus tard, John Bowen répond que Dickens a, en fait, perçu l'essentiel des différences séparant la vieille Angleterre des États-Unis, et le problème central, pense-t-il, réside dans les déviations de vocabulaire pratiquées outre-Atlantique et les incompréhensions qu'elles génèrent. En somme, les mots ne signifient pas ce qu'ils disent : ainsi la lettre du général Cyrus Choke : 

« Dévoués d’esprit et de corps, de cœur et d’âme, à la Liberté, monsieur, à la Liberté, consolation bénie du limaçon sur la porte de la cave, de l’huître dans son lit d’écaille, de la mite paisible dans sa maison de fromage ; de votre patrie renfermée dans sa ceinture de rochers comme au fond de sa coquille ; nous vous offrons notre sympathie en son nom sans tache. Ô monsieur ! sur notre terre heureuse et chérie, ses feux sacrés brûlent toujours brillants, clairs et sans fumée : une fois qu’ils auront été allumés dans le vôtre, le Lion sera rôti tout entier.
Je suis, monsieur, au nom de la Liberté, votre ami affectueux et fidèlement sympathique,
Cyrus Choke, Général U. S. M,. »

Drapeau américain en 1777.

En regard de cette rhétorique, à laquelle s'ajoutent les élucubrations sublimes de Mrs Hominy, « la dame à la perruque », John Bowen énonce les titres des journaux américains qui donnent une bonne idée de leur candeur : The Sewer (L'Égout), The Stabber (Le Poignardeur), The Family Spy (L'Espion des familles), The Peeper (Le Voyeur), The Plunderer (Le Pilleur). De même, la publicité de Zephaniah Scadder, totalement mensongère puisqu'elle vante les charmes d'un colonie dite « Éden », alors qu'elle est « Enfer ». Il y a donc là, pense John Bowen, plus qu'une simple floraison de rhétorique ; en fait, c'est la satire implicite « de la violence sociale et de la force destructrice de l'économie de marché », qui conduisent le jeune Martin aux franges de l'humanité, au désespoir et aux portes de la mort.
Une bonne part de la rancœur de Dickens tient clairement à sa détestation de l'esclavage si florissant dans les États du Sud, à laquelle ses précédentes American Notes ont donné un vaste écho. Son sentiment, dans Martin Chuzzlewit, se condense en la description du drapeau américain : « Les étoiles font de l'œil aux sanglantes rayures » (« The stars wink upon the bloody stripes »), allusion aux zébrures marquant le dos des fouettés.Tout compte fait, l'Amérique de Dickens, pour reprendre l'expression de Chesterton, n'est qu'une vaste « maison de fous » (« a mad-house »).

### L'Angleterre
L'égoïsme et les contraintes économiques
L'Angleterre de 1843 s'est débarrassée de l'esclavage, mais, écrit John Bowen, est plus que jamais « en proie à l'appât éhonté du gain » ; pays subissant de radicales mutations, la révolution industrielle le propulse au premier rang de l'impérialisme conquérant. Pour autant, dominent la cruauté, l'exploitation, la pauvreté : les taudis urbains, les mines et les manufactures mortelles. Dans Martin Chuzzlewit, Dickens s'intéresse au pouvoir financier, à l'économie locative, la spéculation rentière. Son M. Pecksniff appartient à la classe des rentiers, « vivant sur le dos du travail d'autrui », et son hypocrisie se décline en termes d'économie ; c'est, écrit Dickens, un « marchand (tradesman) faisant commerce d'une certaine variété d'exhortation morale ».
L'égoïsme et les responsabilités communes
Pourtant, dans sa préface de 1868, Dickens avoue avoir exagéré le personnage, au point, écrit-il, que « personne de cet acabit n'a jamais existé ». En revanche, il épilogue sur le cas de son principal « méchant », le criminel Jonas Chuzzlewit, et évoque à son sujet « la grossièreté sordide et la brutalité, […] les vices qui le rendent odieux, sa […] ruse, sa traîtrise, son avarice », mais il en attribue la paternité à son éducation depuis le berceau. Le père du bandit, lui-même scandaleusement pervers, n'a eu de cesse d'encourager le fils à la noirceur et même à lui témoigner de l'admiration lorsqu'elle excédait la sienne. S'il s'en trouve ensuite la principale victime, ce n'est que juste moisson pour les semailles qu'il a lâchées au vent. D'ailleurs, l'escroquerie de sa compagnie The Anglo-Bengalee, se fondant sur un fait divers réel, la débâcle frauduleuse de l'Independent and West Middlesex Fire and Life Assurance Company en décembre 1840, expose les tares capitalistes de l'Angleterre qui n'ont rien à envier à celles de son cousin américain.
Et cela conduit Dickens à apostropher directement le lecteur, ce que souligne George Gissing : le roman n'est pas seulement un divertissement ; il condamne l'égoïsme, certes, mais doit également inciter à réfléchir sur les causes du mal qui afflige les familles et la communauté. Qu'on aille donc dans les prisons du royaume, qu'on visite la plupart des hospices, et qu'on se demande si ce sont « des monstres qui souillent nos rues, peuplent nos bateaux-prisons et nos pénitenciers, s'entassent dans nos colonies, ou des êtres dont nous avons délibérément souffert qu'ils fussent élevés pour le malheur et la ruine ». Comme dans Barnaby Rudge, où, à Londres, les émeutiers ne répondent en définitive qu'à l'injustice latente des pouvoirs en place, de même qu'à la campagne, les fils ont fui l'injustice tyrannique des pères, c'est d'abord le milieu familial et, plus profondément, la société en général qui portent la responsabilité première de tant de maux.
La nécessaire discipline
Pour autant, l'égoïsme, qui reste le sujet du roman, précise l'auteur, est bel et bien condamné, surtout en la personne du jeune Martin Chuzzlewit dont le développement est dès le départ programmé pour qu'il s'en débarrasse lorsque les circonstances le portent à maturité. Jeune, volontaire, ambitieux, quelque peu fougueux, il est destiné à nourrir la parabole qu'entend développer Dickens : les jeunes gens, en effet, comme l'écrit Kenneth Hayens, « une fois mis à l'épreuve d'une saine discipline, peuvent quitter la peau de l'égoïsme ». Accompagnant cette évolution, Dickens le narrateur se laisse aller à de nombreux passages moralisateurs dont la substance, certes édifiante, peut paraître creuse au regard des propos toujours vifs et parfois cinglants que tiennent les personnages concernés.

## Style

### Narrateur ou auteur?
À la manière journalistique dont il est coutumier, à l'instar aussi de ses grands prédécesseurs du XVIIIe siècle, Fielding et Smolett en particulier, Dickens s'adresse directement au lecteur, et il n'est que d'observer le titre des chapitres pour remarquer ce souci prétendument didactique. Ainsi, le chapitre II est intitulé : « Wherein certain Persons are presented to the Reader, with whom he may, if he please, become better acquainted » (« Où sont présentées au Lecteur certaines Personnes avec lesquelles, si tel est son désir, il a loisir de faire plus ample connaissance »). La mention du mot « Reader », repris par le pronom personnel « he », l'humble suggestion laissée à son bon plaisir, tout cela tend à le placer au cœur même du récit en cours de présentation.
Reste à déterminer qui parle vraiment à la troisième personne dans ce récit. La distinction entre « auteur » et « narrateur » est pertinente dans bien des cas, par exemple dans Bleak House où se démarquent un narrateur à la troisième personne quelque peu en décalage avec Dickens, et surtout une narratrice, Esther Summerson, qui s'exprime à la première personne et présente les faits sous un angle qui lui est particulier, mais n'a plus vraiment de sens ici : ce narrateur ne cherche en rien à se distinguer de l'auteur dont il épouse les enthousiasmes et les indignations, mène les combats et partage les ébaudissements. D'ailleurs, Kenneth Hayens ne s'embarrasse pas de la distinction entre l'un et l'autre dans sa préface (il est vrai que Gérard Genette n'avait pas encore publié ses ouvrages), ne connaissant que « Dickens » : ainsi, dans les rapports entre auteur et personnages, il souligne l'imbrication affective, le manque d'enthousiasme envers le jeune Martin, la passion pour Ruth Pinch, le désintérêt pour l'incorruptible Mary Graham. Il s'agit là de « parti pris » (bias), ajoute-t-il, qu'il met entièrement sur le compte de Dickens et non sur celui d'un délégué aux écritures fictif, le dédoublement désormais obligé paraissant artificiel et vain dans le cas de Martin Chuzzlewit.
Toujours est-il que les intrusions d'auteur abondent, souvent ironiquement pour mettre le lecteur sur la bonne voie de la réflexion. Ainsi, Pecksniff, sa première bête noire, est sans cesse mis en question par l'observateur extérieur, comme dans le chapitre XX, en préambule aux propres interrogations de Jonas sur la confiance qu'il doit lui témoigner : « Ici s’élève une question de philosophie : à savoir si M. Pecksniff avait ou non raison de dire qu’il eût reçu de la Providence un patronage, un encouragement particulier dans ses efforts. […]. Combien d’entreprises, nationales et individuelles (mais surtout les premières), passent pour être dirigées spécialement vers un but glorieux et utile, qui seraient loin de mériter une opinion si favorable, si on voulait les approfondir, au lieu de se borner à les juger d’après l’étiquette du sac ! Les précédents sembleraient donc démontrer que M. Pecksniff appuyait ses paroles sur de bons arguments, et qu’il avait pu à juste titre s’exprimer ainsi, non par présomption, par orgueil ou par arrogance, mais dans un esprit de conviction solide et de sagesse incomparable. »

### La veine théâtrale

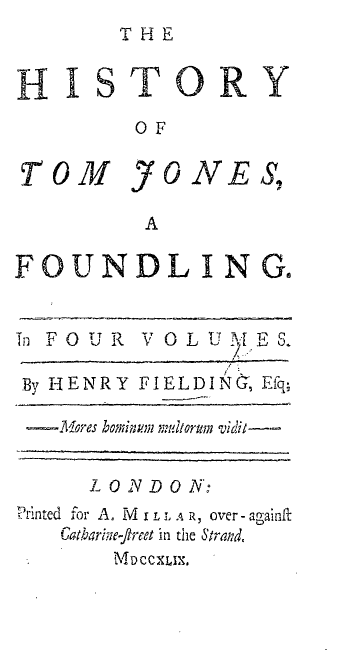
Page de titre de Tom Jones.

Dickens est féru de théâtre et s'y rend pratiquement tous les jours. Ses romans, et Martin Chuzzlewit ne fait pas exception, deviennent des prosceniums et des scènes qui, selon Philip V. Allingham, « grouillent d'action et résonnent de voix [venant] de toutes classes et conditions ». En effet, il procède de crise en crise à la manière du mélodrame en vogue, présentant adroitement de nouveaux personnages et des décors insolites qui relancent l'intérêt, tel un autre homme de théâtre, Henry Fielding (1707-1754), qui envoie son héros à Londres dans Histoire de Tom Jones, enfant trouvé (1749), alors que lui recourt à un expédient plus radical en l'expulsant aux Amériques.
Dans Martin Chuzzlewit, et en cela, le roman ne fait pas davantage exception, cette veine théâtrale ressortit aussi au genre de la farce, certains personnages réagissant conformément à un schéma comique préétabli, quelles que soient les circonstances dans lesquelles ils se trouvent : ainsi, un tic, physique ou verbal, répété à satiété, ou une obsession, comme celle du testament chez le vieux Martin, document constamment remanié et détruit sans jamais avoir été consulté, ou les lettres que M. Nadget s'écrit et se poste chaque jour et qu'il brûle méticuleusement dès leur distribution. Parfois, ce comique devient grotesque et même macabre : ainsi, le mari de Mrs Gamp vend sa jambe de bois pour une boîte d'allumettes, Pecksniff lui-même compare la jambe humaine à son substitut prothétique et disserte sur l'anatomie de l'art et l'anatomie de la nature : « Les jambes de l’homme, mes amis, sont une invention admirable. Comparez-les aux jambes de bois, et observez la différence qu’il y a entre l’anatomie de la nature et l’anatomie de l’art. Savez-vous, ajouta M. Pecksniff en se penchant sur la rampe avec cet air familier qu’il prenait toujours vis-à-vis de ses nouveaux élèves, savez-vous que je voudrais bien connaître l’opinion de Mme Todgers sur une jambe de bois, si cela lui était agréable ? »
Cette jambe de bois, maniée avec virtuosité, finit par surpasser celle qu'octroie la nature, l'objet s'anime alors que l'individu s'est chosifié. Ainsi, le célèbre vent qui se lève au second chapitre, décroche l'enseigne du Dragon bleu, projette les feuilles et les débris sur l'auguste tête pecksniffienne, puis « [e]nfin, fatigué lui-même de ses petites malices, l’impétueux coureur d’espace s’éloigna, satisfait de sa besogne, mugissant à travers bruyère et prairie, colline et plaine, jusqu’à ce qu’il gagnât la mer, où il alla rejoindre des compagnons de son espèce, en humeur de souffler comme lui toute la nuit »,.

### La veine picaresque
Philip V. Allingham voit trois éléments dans l'aspect picaresque de Martin Chuzzlewit : d'abord l'intrigue Pecksniff-Jonas, exposant les effets destructeurs de l'égoïsme et de l'hypocrisie, et comprenant l'étude psychologique d'un criminel qu'accompagnent des développements à caractère policier ; ensuite, le voyage du jeune Martin et de Tapley en Amérique reconstituant la paire Don Quichotte et Sancho Panza dans la vallée du Mississippi, satire swiftienne de la jeune république ; enfin, l'intrigue centrée sur Sarah Gamp et ses associées. Cette analyse peut être nuancée : le premier aspect, du moins dans ses développements criminels, ressortit surtout à la mode dite Newgate School of Fiction qu'a dénoncée Thackeray ; tandis que les épisodes centrés sur Mrs Gamp servent surtout à souligner les carences du système de soins infirmiers dont souffre l'Angleterre et à faire évoluer un personnage pittoresque comme mû par sa seule énergie comique ; reste donc l'aventure américaine, aux différences près, cependant, qu'il s'agit d'une parenthèse et qu'elle se termine mal puisque les deux héros malheureux sont contraints de revenir au bercail.

Pour autant, cette fuite ressemble à beaucoup d'autres dans l'œuvre de Dickens : un enfant, ici un fils déjà grand, en proie à une sorte de terreur, s'éloigne du danger que représente son environnement (comme dans Oliver Twist ou The Old Curiosity Shop). De plus, Philip V. Allingham souligne la parenté de cette situation avec celle de l'auteur lui-même : un voyage initiatique de la naïveté à la connaissance de soi, un cheminement social de l'insécurité vers l'aisance, et surtout, « l'Odyssée politique de l'aller et retour [Angleterre-]États-Unis ». En janvier 1842, en effet, Dickens et son épouse confient leurs enfants à leur grand ami l'acteur William Macready et s'embarquent pour l'Amérique,,. Au départ, Dickens se déclare républicain de cœur et rêve de voir à l'œuvre cette société réputée sans classe qu'ont inspirée les Lumières du XVIIIe siècle. Il est vite désabusé, ne rencontrant qu'orgueil, mépris xénophobe et violence en lieu de compromis. Son roman donne alors libre cours à une satire de caractère swiftien, où le naïf Gulliver est remplacé par les observateurs inexpérimentés mais ironiques que sont Mark Tapley et le jeune Martin, porte-parole en Amérique de leur créateur : 

« Eh bien, cuisinier, à quoi pensez-vous donc qui vous absorbe tellement ? dit Martin.
– Je me demandais ce que je ferais, monsieur, répondit Mark, si j’étais peintre et si l’on me chargeait de représenter l’aigle américain. – Vous le peindriez sous la forme d’un aigle, je suppose. – Non, dit Mark. Je n’en ferais rien. Je le représenterais comme une chauve-souris, à cause de sa vue basse ; comme une poule pattue, à cause de sa forfanterie ; comme une pie, image de sa probité ; comme un paon, à cause de sa vanité ; comme une autruche, parce qu’il se cache la tête dans la boue pensant ainsi n’être pas aperçue… – Et comme un phénix, à cause du pouvoir qu’il a de renaître des cendres de ses défauts et de ses vices pour prendre un nouvel essor dans l’azur du ciel. Allons, Mark ; espérons qu’il renaîtra comme le phénix! »

### Lapoetic dictionduXVIIIesiècleen leurre

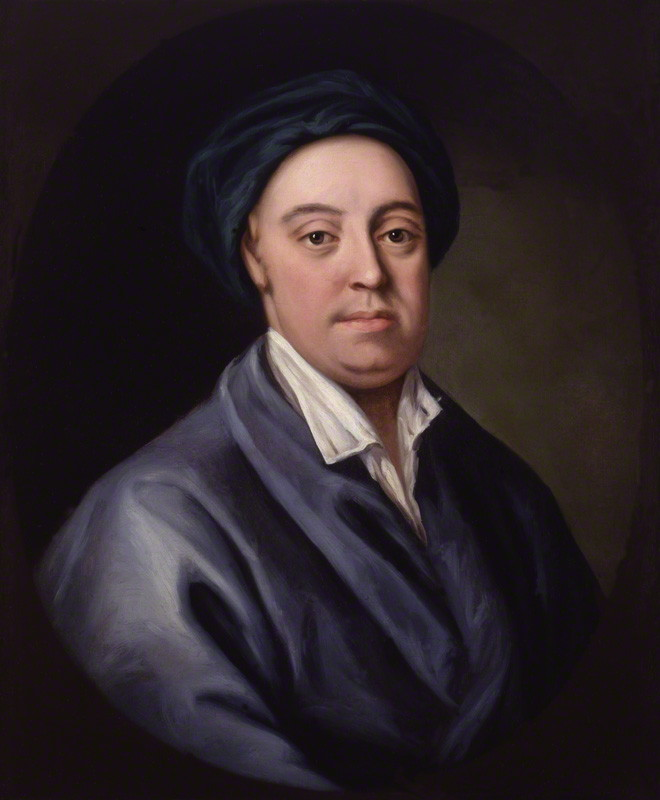
James Thomson, l'auteur des Saisons.

Une fois la glorieuse ascendance des Chuzzlewit exposée sur le mode humoristique au chapitre I, le roman s'ouvre au deuxième sur une scène quasi champêtre : un petit village du Wiltshire, non loin de la « bonne vieille ville de Salisbury » (« the fair old town of Salisbury »), qu'entoure une campagne idyllique sur laquelle ruissellent les encore drus rayons d'un soleil automnal. Tous les ingrédients d'un paysage conventionnel sont réunis : l'herbe humide qui étincelle, l'éparse verdure des haies, le « sourire joyeux » du ruisseau, les rameaux déjà dénudés mais qu'agrémentent le gazouillis et le pépiement (chirp and twitter) des oiseaux, la girouette mouillée luisant au haut du clocher pointu, les fenêtres ombrées de lierre répondant par leurs chauds reflets à la glorieuse réjouissance du jour, etc. Aux alentours, un paysage béni et odorant, aux sons assourdis en accord avec l'harmonie universelle, les volées de graines se posant délicatement dans les bruns sillons fraîchement retournés, le patchwork des chaumes dans les champs, le corail des baies, les replets joyaux des fruits agrippés aux rameaux, le tout nimbé de cette lumière oblique du couchant qui « rehausse le lustre du jour qui se meurt » (« aid the lustre of the dying day »). Les ingrédients du paysage : les champs, la terre retournée, les haies, le ruisseau, les branchages (verdure, foliage, boughs, twigs), les verbes exprimant la lumière : glowing, glistening, brightening, sparkled, kindling up, les effets créés par la nature : la grâce, le silence, le repos, l'abondance de l'automne, tout cela semble directement issu de la bonne vieille diction poétique,, chère à, par exemple, James Thomson (1700-1748) dans ses Seasons (Les Saisons) (1726-1730) ou son Castle of Indolence (Le Château d'indolence). Là comme ici, coulent les automatismes d'écriture, le vocabulaire obligé, les séquences qui, s'il s'agissait de vers, s'organiseraient automatiquement en hill (colline), rill (ruisselet), fill (plein), ou vale (vallon), dale (val), gale (rafale), ou encore fly (voler), sky (ciel), ply (brin) et may (mai), gay (gai), pray (prier).
Dickens cherche à créer un effet de contraste, car il s'agit d'introduire dans le récit l'odieux Pecksniff ; en effet, alors qu'il paraît, pris dans une féroce bouffée de vent, la nature s'est dévêtue de ses précédents atours et la furie « incontinente » des airs a pris possession de toutes choses. Voici donc que le monde est déréglé, l'harmonie rompue, le charme campagnard dissipé, et M. Pecksniff se retrouve par terre, dos au sol, sous l'emprise des éléments, tous feux éteints à l'exception des trente-six chandelles perforant son esprit égaré. La diction poétique, évocatrice d'une nature d'abord domptée et docile, riante et saine, s'est muée en une prose féroce où dominent les mots exprimant le chaos et la folie (pell-mell [pêle-mêle], crazy [fou], wreaking its vengeance [exerçant sa vengeance], etc.) : le dur roman peut, en effet, commencer, les variations sur le thème du vent promettant désormais non de doux zéphyrs, mais des ouragans.

### L'ironie dramatique facétieuse
Autre facette d'essence sentimentale, le poète conventionnel se change parfois en narrateur facétieux qui, choisissant un personnage aimable et honnête, le taquine directement en s'adressant à lui sur le mode héroï-comique (mock-heroic) cher au XVIIIe siècle, par exemple chez Pope. Ainsi, l'excellent Tom Pinch se voit plaisamment brocardé au chapitre V où deux pages sont consacrées à son physique, son habillement et son équipage. Enchâssé dans cette description, un paragraphe où le thou de majesté et son cortège de désinences verbales en -st, -est, les fausses surprises que scandent des exclamations, les pseudo-interrogations suivies des bénédictions badines, les contrastes entre l'enflure du style et les adjectifs qualifiant l'homme et ses atours (simple, scanty [étriqué(e)], etc.), l'insistance sur la bonté innée, le sourire quasi béat, l'admiration naïve professée pour le méchant (Pecksniff, encore mal connu du lecteur mais que le narrateur dévoile peu à peu selon procédé classique de l'ironie dramatique), tout cela confère à ces pages un cachet de bonhomie teintée de paternalisme.

Le sentimentalisme est léger ici, marqué par la bienveillance de l'humour. Il se garde du pathos mélodramatique qui afflige les faibles et les déshérités (comme la petite Nell dans The Old Curiosity Shop, Joe le balayeur de Bleak House, Oliver Twist à l'hospice, David Copperfield chez Murdstone) : 

« Sois béni dans ton cœur simple, ô Tom Pinch ! Avec quelle fierté tu as boutonné cette redingote étriquée que depuis tant d’années on a si mal nommée une grande redingote ; avec quelle candeur tu as invité à voix haute et gaie Sam le valet d’écurie à ne pas lâcher encore le cheval, comme si tu pensais que ce quadrupède eût envie de partir, et que cela lui fût si facile quand il en aurait envie ! Qui réprimerait un sourire d’affection pour toi, Tom Pinch, et non d’ironie, pour les frais que tu viens de faire ?  […] Va, mon brave garçon, pars heureux : fais d’une âme tendre et reconnaissante un signe d’adieu à Pecksniff, là-bas en bonnet de nuit, à la fenêtre de sa chambre ; va, nous t’accompagnerons tous de nos vœux. Que le ciel te protège, Tom ! heureux s’il te renvoyait d’ici pour toujours dans quelque lieu favorisé où tu pusses vivre en paix sans l’ombre de chagrin! »

### La veine fantastico-comique

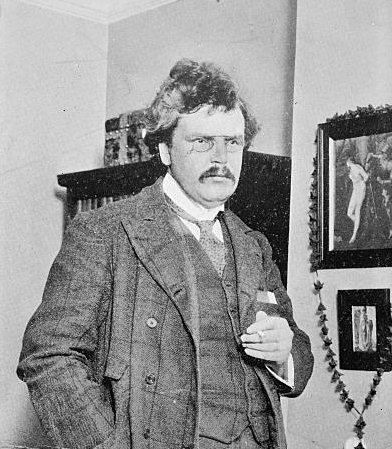
G. K. Chesterton.

John Bowen insiste sur les éléments fantastiques du roman, indissociables, selon lui, de son aspect comique. Il relève d'abord l'enseigne de l'auberge, « Le Dragon bleu » (The Blue Dragon), qui, au cours du récit, devient un « petit monstre domestique, courtois et attentionné » ; les Pecksniff, ajoute-t-il, pensent toujours les gens en termes de monstres : le père traite ainsi le jeune Martin et les filles appellent Tom Pinch « la créature », alors que Jonas devient un griffin (griffon) ; la calèche puis le navire qui emmènent les aventuriers en Amérique paraissent « monstrueux » au même Tom Pinch ; Pecksniff, poète à ses heures, ratiocine sur les animaux qu'il juge mythiques, sans trop savoir « s'il s'agit de cygnes, d'huîtres ou de sirènes ».
À cette veine, John Bowen rattache directement des personnages comme Pecksniff et Mrs Gamp, « deux créations immortelles », dont il note la « sauvage étrangeté » : M. Pecksniff, certes, est un hypocrite, mais, écrit-il, bien plus que cela. Formidable machine à donner le change, il déploie en toute occasion, sans que ni les événements ni les commentaires le dévient jamais de son cap, la même énergie hypocrite, semble-t-il auto-alimentée. Mrs Sarah Gamp est elle aussi un monstre, « peut-être, possiblement humain » (« who is or might be human »), en soi compendium de la vie, puisqu'elle pratique accouchement et toilette mortuaire (« a lying-in or a laying-out ») avec le même zèle et la même alacrité, imbue qu'elle est des mystères de l'univers, la naissance, la mort et « la bouteille sur la cheminée ».
Cette force satirique, pense Chesterton (1874-1936), conduit à la mélancolie (melancholy). Martin Chuzzlewit, écrit-il, est « vaguement triste, […], avec une prédominance de l'humour dur et hostile sur l'hilarité et la sympathie ». Or, ajoute-t-il, Dickens est toujours à son avantage lorsqu'il rit de ceux qu'il admire le plus, comme cet « ange guêtré » de M. Pickwick, la vertu passive faite homme, ou M. Sam Weller, parangon, lui, de vertu active. Ses fous ou ses excentriques sont aimables, même Barnaby Rudge, le pauvre héros au corbeau. Ici, au contraire, ce sont gens abominables, à l'humour gigantesque, certes, mais de la sorte « qu'on n'aimerait pas laisser une minute à muser seul au coin du feu, tant [leurs] pensées sont terrifiantes ». Cette opinion, émanant d'un écrivain né juste après la mort de Dickens, reflète sans doute la critique en cours au début du XXe siècle. Aujourd'hui au contraire, cette férocité comique apparaît comme l'aspect le plus positif de l'œuvre. Ainsi, John Bowen écrit : « Bien des joies attendent le lecteur de Martin Chuzzlewit », et de citer Chevy Slyme et ses jambes traînantes, Mrs Brigg et ses conférences sur la philosophie des légumes, Mrs Gamp et ses « charmants cadavres », M. Chuffey qui, personnage à la Beckett, attend « sans rien regarder, les yeux privés de vision et le visage dépourvu de signification ». Et son analyse se clôt par le rappel jubilatoire des profondeurs analytiques de Tigg Montague discourant sur l'effective présence des pieds (feet), mais l'inadmissible absence de jambes (legs) chez Shakespeare.

## Adaptations et postérité deMartin Chuzzlewit

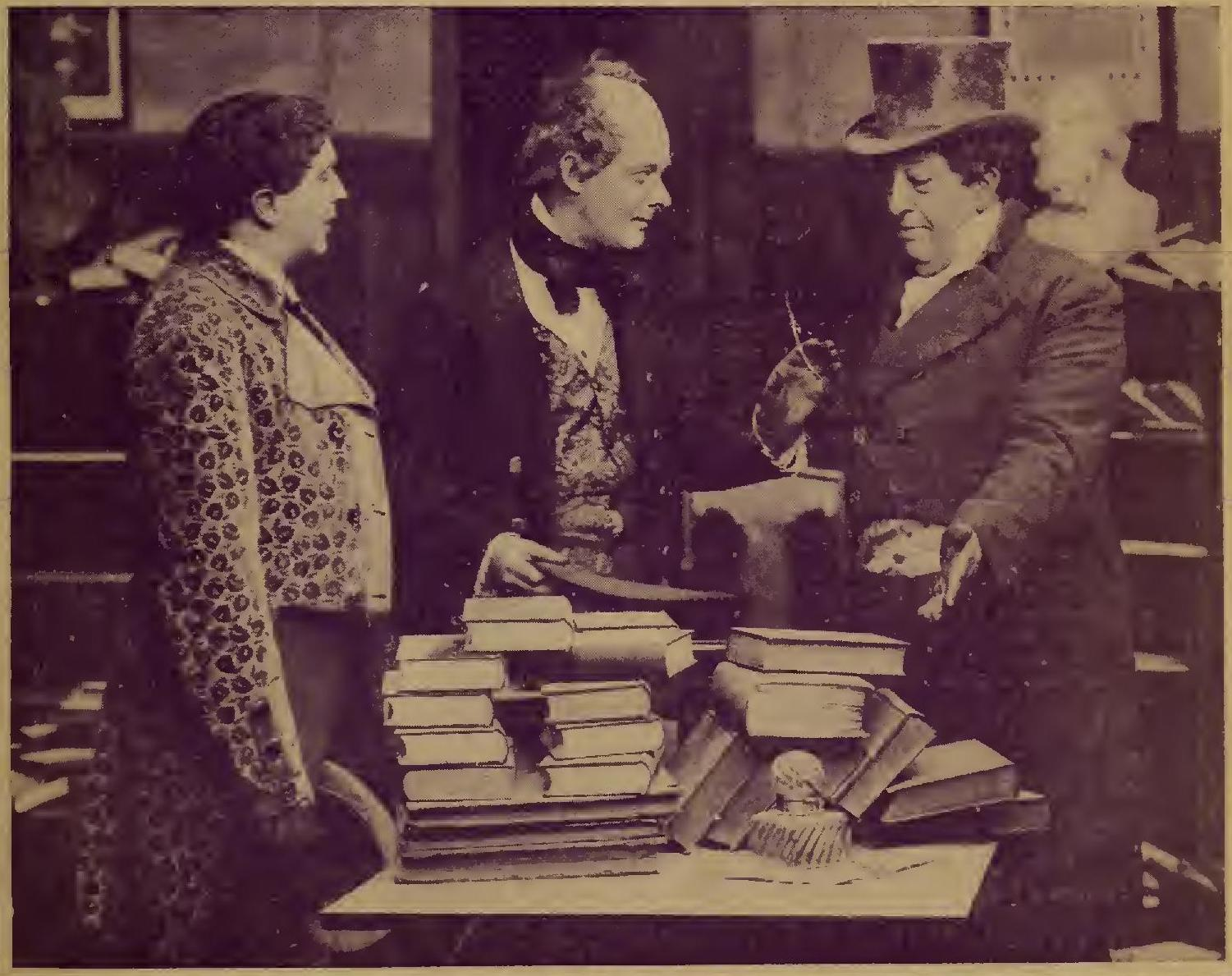
Image extraite du film Martin Chuzzlewit sorti en 1912.

D'abord adapté au cinéma en 1912 et 1914 en films muets, Martin Chuzzlewit a fait l'objet de deux mini-séries télévisées de la BBC : la première en treize épisodes de 25 min en 1964 (en noir et blanc), avec Gary Raymond (Martin Chuzzlewit), Richard Pearson (Seth Pecksniff) et  Barry Jones (le vieux Martin Chuzzlewit) ; l'autre en six épisodes de 65 min en 1994, avec Paul Scofield dans le rôle du vieux Martin Chuzzlewit, Tom Wilkinson dans celui de Seth Pecksniff et Keith Allen dans celui de Jonas Chuzzlewit.
D'autre part, Lisa Simpson, personnage fictif de la série télévisée Les Simpson, mentionne Martin Chuzzlewit dans l'épisode Brother, Can You Spare Two Dimes?, et le compte parmi les meilleurs livres de la civilisation occidentale. Plus anecdotique, dans le film Barbie in a Christmas Carol, figure un chat nommé Chuzzlewit, et le personnage incarné par John Travolta dans A Love Song for Bobby Long cite un passage du roman.
Enfin, le roman joue un rôle important dans The Eyre Affair de Jasper Fforde, puisque l'héroïne, Thursday Next, est chargée de l'enquête sur le vol du manuscrit de Martin Chuzzlewit.
Dans l'épisode « The Unquiet Dead »  de la série Doctor Who, le docteur (Christopher Eccleston) rencontre Dickens (Simon Callow) et, après avoir exprimé son admiration pour le reste de son œuvre, critique le roman et s'exclame : « Mind you, for God's sake, the American bit in Martin Chuzzlewit, what's that about? Was that just padding? Or what? I mean, it's rubbish, that bit » (« Remarquez, ce truc américain dans Martin Chuzzlewit, à quoi ça rime ? C'est du remplissage ? Ou quoi ? Ça vaut rien, ce truc-là »).

### Texte

#### Texte original
- (en) Charles Dickens, Martin Chuzzlewit, Londres et Glasgow, Collins, 1953, 796 p., introduction de Kenneth Hayens, p. 15-18, édition de référence.
- (en) Charles Dickens, Martin Chuzzlewit, Oxford, Clarendon Press, 1982, introduction et notes de Margaret Cardwell avec d'excellentes reproductions des gravures de Phiz, ainsi que les instructions de Dickens à son illustrateur, p. 842-845, et un postscriptum de l'auteur (1868), p. 855-856.
- (en) Charles Dickens, Martin Chuzzlewit, Ware, Wordsworth Edition Limited, 1997, XVII et 814 p. (ISBN 1-85326-205-6, lire en ligne), introduction et notes de John Bowen, p. I-XVII.

Éditions en ligne
- « Martin Chuzzlewit » (consulté le 23 juillet 2011), Internet Archive.
- « Martin Chuzzlewit » [archive du 5 septembre 2008] (consulté le 23 juillet 2011), Université d'Adelaide (HTML).
- « Martin Chuzzlewit » (consulté le 23 juillet 2011), Librivox (livre audio).

#### Traductions françaises
- (fr) Charles Dickens (trad. Alfred Stanislas Langlois des Essarts (sous la dir. de Paul Lorain)), Vie et aventures de Martin Chuzzlewit, Paris, Hachette, 1866.
- (fr) Charles Dickens (trad. Jules Castier), Martin Chuzzlewit, Paris, Hachette, 1948.
- (fr) Charles Dickens (trad. Anne Villelaur et Pierre Daix, préf. P. Daix), Martin Chuzzlewit, Paris, Les Editeurs Français réunis, 1954-1956, 2 vol.
- (fr) Charles Dickens (trad. de l'anglais par Henriette Bordenave et Françoise du Sorbier, direction Sylvère Monod), Martin Chuzzlewit, Paris, Gallimard, coll. « La Pléiade (n° 334) », 1986, 1793 p. (ISBN 2-07-011110-5), couplé avec Esquisses de Boz.

### Ouvrages généraux
- (en) John Forster, The Life of Charles Dickens, Londres, 1966, avec des notes A. J. Hoppé. London.
- (en) Norman Page, A Dickens Chronology, Boston, G.K. Hall and Co., 1988.
- (en) Michael Stapleton, The Cambridge Guide to English Literature, Londres, Hamlyn, 1983, 993 p. (ISBN 978-0-600-33173-5).
- (en) Margaret Drabble, The Oxford Companion to English literature, Londres, Guild Publishing, 1985, 1155 p.
- (en) Peter Ackroyd, Dickens, Londres, Stock, 1993, 608 p. (ISBN 978-0-09-943709-3).
- (en) Andrew Sanders, The Oxford History of English Literature (Revised Edition), Oxford, Oxford University Press, 1996, 718 p. (ISBN 0-19-871156-5).
- (en) Paul Schlike, Oxford Reader’s Companion to Dickens, New York, Oxford University Press, 1999 (ISBN 978-0-19-866213-6), p. 280.
- (en) J John O. Jordan, The Cambridge companion to Charles Dickens, New York, Cambridge University Press, 2001.

### Ouvrages spécifiques

#### Sur la vie et l'œuvre deCharles Dickens
- (en) Hippolyte Taine (trad. H. Van Laun), History of English Literature, New York, 1879, traduction du français.
- (en) John Forster, The Life of Charles Dickens, Londres, Cecil Palmer, 1872-1874.
- (en) Gilbert Keith Chesterton, Apprecations and Criticisms of the Works of Charles Dickens, Londres, 1911.
- (en) George Gissing, The Immortal Dickens, Londres, Cecil Palmer, 1925.
- (en) Hesketh Pearson, Dickens, Londres, Methuen, 1949.
- (en) Barbara Hardy, Dickens and the Twentieth Century. The Heart of Charles Dickens, New York, Edgar Johnson, 1952.
- (en) Edgar Johnson, Charles Dickens : His Tragedy and Triumph. 2 vols, New York, 1952.
- (en) E. A. Horsman, Dickens and the Structure of Novel, Dunedin, N.Z., 1959.
- (en) R. C. Churchill, Charles Dickens, From Dickens to Hardy, Baltimore, Md., Boris Ford, 1964.
- (en) K. J. Fielding, Charles Dickens, A Critical Introduction, Londres, Longman, 1966.
- (en) Edgar Johnson, Charles Dickens, His Tragedy and Triumph, New York, Simon and Schuster, 1952.
- (en) J. Hiilis-Miller, Charles Dickens, The World of His Novels, Harvard, Harvard University Press, 1958, 366 p. (ISBN 978-0-674-11000-7, lire en ligne).
- (en) Steven Marcus, Dickens : From Pickwick to Dombey, New York, 1965.
- (en) F. R. & Q. D. Leavis, Dickens the Novelist, Londres, Chatto & Windus, 1970, 371 p. (ISBN 0-7011-1644-7).
- (en) Michael Slater, Dickens and Women, Londres, J. M. Dent & Sons, Ltd., 1983, 465 p. (ISBN 0-460-04248-3).
- (en) Fred Kaplan, Dickens, A Biography, William Morrow & Co, 1988, 607 p. (ISBN 978-0-688-04341-4).

#### SurMartin Chuzzlewit
- (en) Robert L. Patten's, Charles Dickens and His Publishers, Oxford, Claredon, 1978, « Trouble in Eden: American Notes and Martin Chuzzlewit », p. 119-138.
- (en) Jeremy Tambling, Lost in the American city : Dickens, James, and Kafka, New York, Palgrave, 2001.
- (en) Nancy Aycock Metz, The Companion to Martin Chuzzlewit, Mountfield, Helm, 2001, XVI et 554 p.
- (en) John Bowen, Other Dickens : Pickwick to Chuzzlewit, Oxford, Oxford University Press, 2003.

#### Sur Dickens et l'Amérique
- (en) William Glyde Wilkins, éd., Charles Dickens in America, Londres, Chapman & Hall, 1911, xii et 318
- (en) E.P.  Edward F. Payne, Dickens Days in Boston : A Record of Daily Events, Boston, Houghton Mifflin, 1927, 274 p.
- (en) K. J. Fielding, éd., Charles Dickens, The Speeches of Charles Dickens, Oxford, Clarendon Press, 1960, xxiv et 456

### Articles critiques
- (en) The Forged Letter (« La fausse lettre ») du 3 mai 1842 et la réponse du New York Evening Tattler du 11 août 1842.
- (en) inconnu, Compte-rendu non signé du roman, Brother Jonathan, journal américain, 29 juillet 1843, repris par le Dickensian, volume X, 1914, p. 97-99.
- (en) T. W. Hill, « Notes on Martin Chuzzlewit », The Dickensian, vol. 42, 47, 49,‎ 1946, p. 141-148, 196-203 ;  28-35 ; 167-172.
- (en) Edwin B. Benjamin, PQ, 34, 1955, « The Structure of Martin Chuzzlewit ».
- (en) Joseph Brogunier, « The Dreams of Montague Tigg and Jonas Chuzzlewit », The Dickensian, no 58,‎ 1962, p. 165-170.
- (en) A. E. Dyson, « Martin Chuzzlewit : Howls the Sublime », Critical Quarterly, Wiley-Blackwell, vol. 9, no 3,‎ septembre 1967, p. 234-253.
- (en) Robert L. Patten, Charles Dickens and His Publishers, Oxford, Claredon Press, 1978, « Trouble in Eden: American Notes and Martin Chuzzlewit », p. 119-138.
- (en) Mary Rosner, « Dickens's Use of Animals in Martin Chuzzlewit », Dickens Studies Newsletter, nos 10, 2,‎ 1979, p. 40-51.
- (en) Michael Steig, « Martin Chuzzlewit's Progress by Dickens and Phiz », Dickens Studies Annual, vol. 2,‎ 1972, p. 119-149.
- (en) Ronald Pearsall, Night's Black Angels : The Forms and Faces of Victorian Cruelty, Londres, 1975, « The Figure of the Governess in Nineteenth-Century Britain », p. 45-48.
- (en) Cynthia Sulfridge, « Martin Chuzzlewit: Dickens's Prodigal and the Myth of the Wandering Son », Studies in the Novel, Denton, Texas, University of North Texas, vol. 11, no 3,‎ 1979, p. 318-325.
- (en) George H. Ford, The Dictionary of Literary Biography, Victorian Novelists Before 1885, vol. 21, Detroit Gale Reseach, Ira B. Nadel and William E. Fredeman, 1983, « Dickens », p. 28-35.
- (en) Kathleen Wales, « The Claims of Kinship : The Opening Chapter of Martin Chuzzlewit », The Dickensian, nos 83, 3,‎ automne 1987, p. 167-179.
- (en) Susan Eilenberg, Mortal Pages : Wordsworth and the Reform of Copyright, Londres, ELH 56, 2, 1989, p. 351-374.
- (en) Anne Summers, « The Mysterious Demise of Sarah Gamp : The Domiciliary Nurse and Her Detractors, c. 1830-1860 », Victorian Studies,‎ printemps 1989, p. 365-386.
- (en) Philip V. Allingham, « The Names of Dickens's American Originals in Martin Chuzzlewit », Dickens Quarterly, vol. VII, no 3,‎ septembre 1990, p. 329-337.
- (en) Sean Purchase, « Speaking of Them as a Body : Dickens, Slavery and Martin Chuzzlewit », Critical Survey, Berghahn Journals, vol. 18, no 1,‎ 2006, p. 1-16.